# 偽戀
《偽戀》（日语：ニセコイ）是由日本漫畫家古味直志所作的一部校園漫畫作品，從2011年至2016年，於《週刊少年Jump》進行連載。單行本全25卷。

## 劇情
日本黑道「集英組」第二代的高中生一條樂，雖然暗戀著女同學小野寺小咲，卻為了阻止黑幫鬥爭，而與另一個黑幫大小姐桐崎千棘假裝成一對戀人，而這齣暴走喜劇在加入了「警視總監」的女兒橘萬里花及殺手鶇誠士郎之後，更是一發不可收拾。然而三把鑰匙的來源還是個謎。
另以外傳《魔法甜點師小咲！》，原作中的小咲、千棘和萬里花等人變身為魔法少女，以對抗邪惡組織的姿態在作品中登場。

## 登場角色
※聲優為電視動畫版／VOMIC版。

### 主要角色
一條樂
配音：內山昂輝、關根明良〈童年〉／松冈祯丞（日本）；何志威、葉嘉〈童年〉（台灣）
演員：中島健人（台灣配音：宋昱璁、錢欣郁〈童年〉）
生日：12月20日。血型：A。身高：168cm（一年级）→172cm（二年级）。
本作主人公。1年C班學生（故事一開始）。黑道「集英組」的唯一繼承人，但卻不想當老大，想當公務員，但在志願調查的時候透露出是因為不想當二代頭目才說自己想當公務員。
不擅長打架但料理方面很在行。非常喜欢动物，经常将受伤或被遗弃的动物捡回来养，在学校担任饲育组员，虽然本人很爱动物，但不知为何却不受动物喜爱（除了41話的小狗）。因家中的黑道有在廟會活動時擺攤，所以有時候會去幫忙，且熱衷於廟會的遊戲活動，做了不少練習，自稱在廟會是很強的。意外地超会唱歌，不过仅限演歌。
暗戀同班同學小野寺小咲。和千棘、鸫、小咲、萬里花與羽等人在十年前見過面。
處事心細，體貼他人，常常幫助周遭的人，總是先考慮別人。对集英组的成员也很好，没有架子并经常给他们煮饭，深得集英组成员们的爱戴。不過感情方面十分遲鈍，很後面才發現周遭女主角群對自己的好感。
為了阻止幫派鬥爭和桐崎千棘假裝成一對戀人，同時還是橘萬里花的婚約者，與小野寺小咲從國中至高中同班5年，奏倉羽的青梅竹馬。在聖誕節時擔任桐崎華的秘書。
十分重視胸前有鑰匙孔的吊飾，因為藏有十年前約定的重要證據，用小野寺給的鑰匙打開後發現裡面是樂和小野寺的信與戒指。經常遭受無謂的波及（基本上都是被舞子集拖下水的時候居多，也被克勞德給「陷害」多次）。
在教子老師要結婚離開時，鼓勵集去見她最後一面。修學旅行分組時首次與千棘等人不同組，而是與平時對樂有「怨念」的同班同學一組。
修業旅行時，被千棘的弓箭射中，事後橘、鶇、小野寺分別趁他倒下時各自補了一箭。失憶時，說了猩猩被千棘揍了之後似乎想起了什麼，對千棘說了一句「我想起來了，妳是那時候的……」。
被羽告白後選擇拒絕，並重新思考主角群等人的關係，以及開始去思考对萬里花的感情。在萬里花被帶回九州後，帶領大家救出萬里花，後拒絕了萬里花的告白，申明兩人是好朋友。
因先後被集、羽以及萬里花提示主角群們的關係，終於在199話時發覺對千棘的感情是不同於對小野寺、羽和萬里花的喜歡（真戀），而開始正視自己與千棘跟小野寺之間的關係。
學校成績還不錯，算是优等生，比千棘、诚士郎、集、琉璃的排名低，但远勝過小咲，更远胜于倒数的万里花。拒绝集的「先攻略一人，即使失败还可以再向另一人告白」的提议，在看流星雨的当天因为下雨和千棘、小咲一起被困在学校。在風雨中搶救望遠鏡時摔倒而昏倒，因此被小咲告白，但是本人清醒之後沒有此記憶，事後被千棘偷聽到片段想法產生誤會而離開他。在千棘離開後，一直悶悶不樂，由桐崎父得知千棘目前所在位置，與小咲前往美國找她。
小時候和小野寺小咲相戀、在約定的石頭上對小咲告白後定下結婚約定。最後小野寺告白時，即使兩人都知道彼此從中學開始就暗戀對方，明白了從以前小野寺要告白時都會被中斷的所有回憶，但向小野寺坦承如今已經有另外一個喜歡的人，那人就是千棘。最後向千棘成功告白，鼓励千棘去做自己喜欢的工作，因而不得不和千棘暂时分开。后成功考入某大学。228话结尾已是数年后。成为凡矢理的公务员，同时从老爸手中接过集英组成为二代目，从黑白两道（表里世界）保护凡矢理；和千棘结婚，并向与故事有关的亲友们发出请柬。故事的最后以乐、千棘二人接吻大结局。在漫畫第二十五卷的附錄，有一個名叫一條佰的兒子。
59話發表第一次人氣投票獲得第6名；109話發表第二次人氣投票獲得第7名；211話發表第三次人氣投票獲得第11名。
桐崎千棘
配音：東山奈央／户松遥（日本）；楊凱凱（台灣）
演員：中條彩未（台灣配音：曾允凡）
生日：6月7日。血型：B。身高：160cm（一年级）→162cm（二年级）。体重：46kg。
本作女主角。1年C班學生（故事一開始）。一年級學期中來自美國的轉學生，美國黑幫「蜂巢」的當家千金，混血兒，父親是美國人，母親是日本人。擁有一頭金髮和藍眼睛的美少女，頭上戴著小時候母親送的兔耳紅絲帶（由樂向千棘於大概十年前推薦的），極度珍惜。
非常受男生歡迎，班上男生人气第1名，但在公布和樂的假戀人關係後追求者迅速縮減。對運動十分在行，程度不比被組織嚴格訓練的鶇差多少，也因此被樂戲稱為母猩猩。不擅長料理，有時有點天然呆，極度傲嬌，同时也是个急性子，很不坦率，常常冲动行事。害怕又暗又狭窄的场所和打雷。喜欢吃的食物是拉面。因文武雙全，人又長得相當漂亮，身材也非常搶眼，甚至有人推薦出道當明星，所以時常被路人搭訕，因此常對樂發出「有這樣的女朋友很驕傲吧？」的眼神，也常因為樂被人懷疑「怎麼這麼普通的男朋友」而竊笑。
將小咲當成重要的知心朋友，從漫畫的99話也可得知不只把鶇當成一個保鑣而是朋友看待，對萬里花則是亦敵亦友的感覺。事實上對樂以外的人大多都很溫柔。在剛轉學時曾做筆記記下班上同學的名字和特徵，只為了下次能自己主動搭話。和小咲跟樂在十年前見過面，當時眼睛為褐色。目前最有可能是小時候和樂交換鑰匙的女孩之一，持有的鑰匙花色為『梅花』。
為了阻止幫派鬥爭和一條樂假裝成一對戀人，在相處一段時間後，承認喜歡樂的心意。
學業成績非常好，特別在數學方面，國中就讀美國程度不錯的學校，成績是以第一名畢業。但是廚藝就很差，連普通的飯都能變成稀飯或是米糕。因為被萬里花給刺激，所以不服氣下接受挑戰，鶇想要幫忙但被拒絕，最後僅有飯糰是勉強成功。
房間很亂，其衣櫃打開時衣服可以如瀑布般傾洩而出。酒量十分差，酒醉後會發酒瘋。
在樂失憶時，以為被說了猩猩後揍了樂，樂之後似乎想起了什麼，對千棘說了一句「我想起來了，妳是那時候的……」。曾要轉校回美國，後來因為樂等人以及組織部下的努力抗爭確定不去美國了。因打雷而要求鶇與她同寢，在被鶇「逼問」下，坦誠自己對樂的真正心意是「愛戀」，只是無法當面對樂老實的告白。听到集说在五十年一次的流星雨到来时告白就一定能成功，便和小咲各自下定决心当天去向乐告白，当天因为下雨的原因三人一起被暂时困在学校，聽到小咲對樂的「告白」，讓千棘頓時不知所措，事後千棘偷聽到樂的片段想法產生誤會而離開樂，前往美國協助母親打理公司事務，但仍是掛念著樂。
小時候無意聽到樂跟小野寺小咲告白，得知到他們是相思相愛後，主動將公主鑰匙讓給小咲。最後對追到美國的樂成功告白，也得到乐的鼓励，接受了华的朋友的邀请，去海外工作，带着鸫一起退学，和乐暂时分离。成为时尚设计师，环游全世界；和乐结婚。故事的最后以二人接吻大结局。在漫畫第二十五卷的附錄，有一個名叫一條佰的兒子。
59話發表第一次人氣投票獲得第2名。109話發表第二次人氣投票獲得第3名。211話發表第三次人氣投票獲得第1名。在网站netlab举行的2021年度东山奈央的电视动画角色人气排行中排名第7。
小野寺小咲
配音：花澤香菜／金元寿子（日本）；穆宣名（台灣）
演員：池間夏海（台灣配音：傅暐霖）
生日：6月15日。血型：O。身高：157cm。体重：43kg。
本作的另一位女主角。1年C班學生（故事一開始）。樂暗戀的女孩，同時也暗戀著樂，但因为各种原因无法心意相通。個性溫和善良、內向易害羞，極度天然呆。
是一位極度容易讓人理解的女孩，開心、害羞或在意時會把心情寫在臉上。對自己沒什麼自信，长相漂亮又温柔文静，很会为别人着想。有点笨拙和迟钝，看待事物較為消極（據鶇所說），對周遭人的感情也相當遲鈍，完全沒注意到樂對自己的好感，也沒注意到妹妹與樂的關係，以為春很討厭樂，常無意識的促進兩人關係,中學時期無意間聽到樂要填選的高中,因此也下定決心要考上和樂同一間高中。
黑短髮，血型是O型，有藝術天分、味覺一流，擅長精雕外型（便當、糕點、堆沙堡等），但不會游泳（需要浮板才能浮起來）。雖然料理的外觀可以做得很棒，但味道卻很差，吃過的人甚至會中毒。喜歡的食物是日式蜜番薯，世界上唯一不敢吃的東西是蒟蒻（被春知道這弱點，於文化祭時的鬼屋拿這來嚇小咲），酒量似乎也不好。
當看到樂和別的女生有曖昧關係時會大受打擊，但常常知道真相後立刻恢復。在和樂獨處時，有時會無意識的語出驚人，做任性的要求（接吻、一起泡湯之類的），不過隨即恢復正常並會害羞到胡言亂語。
在班上很有异性缘，班上男生人气第2名。家中經營點心屋。從千棘之父亲與樂的對話中確認和千棘與樂在十年前見過面，也是小時候和樂交換鑰匙的女孩之一，持有的鑰匙花色為『紅心』。
在料理方面，做一萬回才有一次成功的（不過情人節時為了做巧克力給樂，下定決心，成功率提升許多）。
對乐的廚藝十分有把握，當面向家中的人大方推薦。
無論是在學校還是校外，都是稱呼羽為「羽老師」，得知羽也喜歡樂的時候雖受到很大的打擊，但認為自己喜歡樂的心情是不會輸而選擇不放棄樂。
听到集说在五十年一次的流星雨到来时告白就一定能成功，便和千棘各自下定决心当天去向乐告白。之后因为当天下雨的原因三人一起被暂时困在学校。在樂昏迷時對他表達從以前就喜歡，但是被千棘聽到而連忙否認，事後千棘便前往美國。
小時候跟樂相戀，在約定的石頭上與樂刻下情人傘下的小咲和樂，之後千棘主動將公主鑰匙讓給她，跟樂約定10年相見後結婚。最後向乐告白，也得到了乐的告白，但还是被乐拒绝。最后一个出局。多年後成为甜点师，且为乐和千棘制作婚礼蛋糕。在第二十五卷的附錄，已婚且有一個名叫彌柳紗咲的女兒。在單行本第4卷番外篇新婚中為一條小咲。
59話發表第一次人氣投票獲得第1名。109話發表第二次人氣投票獲得第1名。211話發表第三次人氣投票獲得第2名。 网站animeanime在声优2022年的生日时公布了“你最喜欢花泽香菜饰演的哪个角色？第22版”的投票调查中排名第10。
鶇誠士郎
配音：小松未可子（日本）；穆宣名（台灣）
演員：青野楓（台灣配音：錢欣郁）
生日：7月30日。血型：AB。身高：162cm（一年级）→165cm（二年级）。体重：48kg。
一年級學期中的轉學生，1年C班學生（故事一開始）。地下社會中的綽號「黑虎」，是克勞德收養的孤兒，被認為是男生，所以取男性的名字，而“鸫”这个姓却是千棘帮她取的。五官端正，有着模特般的身材。從小被克勞德訓練成職業殺手。奉命暗中保護千棘，也奉命要查清樂的真面目。經常攜帶貝瑞塔92手槍（動畫版為史密斯威森M66）。
真實性別是女性，但是為了行動方便而打扮成男性，對自己會被誤認為男性感到不解。因為行為男性化，所以很少會有人起疑。克勞德十年來似乎都認為她是男性，當鶇穿女裝時還認為鶇的變裝技術進步了。但鶇穿上女裝打扮後實際上是相當漂亮的女生，甚至被路人認為是模特兒。在鶇轉來當下就知道其為女性的人包括舞子集、宮本琉璃以及日原京子。
對千棘非常忠誠，尊稱其為「小姐」，在效命組織前，先效命於千棘。漫畫99話因為誤食組織的藥，失去力氣而害怕自己不能保護千棘，卻被千棘一句「妳不在我會很寂寞的啊！」因而大受感動（力氣也因藥效過了而恢復）。
稱呼別人都是用尊稱，除了某三人（樂、集、萬里花）是連名帶姓的稱呼。
以前的鸫总是绷紧神经，没有放松的余地，总是盛气凌人。现在身心沉溺在和平之中的鸫，性格则变得比较柔和温吞，已经完全丧失了以前那种锐利的气息，就像随处可见的普通女孩子，但身手並沒有因此衰退。起初对一条乐抱持着强烈的敌意，但却因为乐对她的体贴而产生心动。因集非常好色而討厭集，常毆打集。
害怕聽鬼故事或是靈異事件。會唱歌，聲音似乎很不錯，但酒量似乎也不好。成績很好，與千棘程度差不多，且更擅長教人。厨艺非常棒，僅次於萬里花跟樂。家务也很拿手，主妇力超高。
對千棘小時候的暗戀對象有印象，但是也記不清確實細節。很长一段时间不知道千棘與樂之間是假戀人的事實，認為兩人是一對非常相稱的情侶，但因為自己本身也喜歡樂，讓自己有時會陷入左右為難的心境。常會不自覺得幻想自己是樂的情婦或小妾。
第157話時要跟千棘轉校回美國，後來因為樂等人以及組織部下的努力抗爭，又確定不去美國了。在一次跟踪乐和千棘的过程中终于知道二人的伪恋关系，内心非常矛盾。204話结尾205話开头按宝拉要求改变自己一贯的中性着装形象、开始穿着凡矢理高校女式制服上学，和乐一起经历了很多事情。通过「我有一个朋友」的讲故事方式间接表达出对乐的感情。看到千棘在乐身边即使是伪恋但也很幸福的样子，决定放弃自己的感情、守护千棘的微笑。后到学校捂住乐的耳朵对乐进行告白，笑着流泪对乐表示感谢。第四个出局。為了樂而擋在克勞德面前並與克勞德對戰，最後以克勞德沒有教的「鎖分銅」打倒克勞德，並向克勞德說出自己是女生的事實。继续追随千棘，与千棘一同退学。成为千棘的专属模特。
真人電影中，戲份不多、對白很少、沒有轉入樂的班級，從旁協助克勞德惡整樂。
59話發表第一次人氣投票獲得第3名。109話發表第二次人氣投票獲得第5名。211話發表第三次人氣投票獲得第3名。
橘萬里花
配音：阿澄佳奈（日本）；葉嘉（台灣）
演員：島崎遙香（台灣配音：傅其慧）
生日：3月3日。血型：O。身高：151cm（一年级）→152cm（二年级）。体重：41kg。
暱稱「瑪莉」，1年C班學生（故事一開始）。原2年C班學生，升3年级之前休学离开。一年級學期中的轉學生，九州人，警视总监的女儿，散发楚楚可怜气息的千金大小姐，浑身散发出一种高雅的气息，头上戴着小时候乐送她的万寿菊头饰。一條樂的婚約者，自幼體弱多病（貧血）。有一點腹黑的性格，酒量似乎也不好。
因為小時候在山間療養所時與樂相遇而喜歡上樂（於是父親幫她訂婚），本人对于成为未婚妻一事也是干劲十足。为了成为乐心中的理想女性，努力地改变自己，彻底掌握了成为乐的妻子要会的事情，比如樂說他喜歡長髮女孩所以留了長髮，改變說話方式（方言），但現在偶爾還是會用以前的說話方式，似乎拿來訓斥人用的。十年來一直惦記著樂，也可能是小時候和樂交換鑰匙的女孩之一，持有的鑰匙花色為『黑桃』。
對大多數人都顯得客氣有禮，然而對於可能妨礙自己追求樂的人（主要是千棘以及鶇）還有集時態度較為輕慢。其實本性不壞，從跟篠原的互動看來還是有體貼的一面。
劇情中種種伏筆可以得知萬里花的病（已確認是貧血）並不單純，曾經兩度偷親過樂的臉頰，但接吻時卻自己放棄了。
平時對樂的追求非常積極主動，是主角群的女生當中最勇敢且努力的，但樂主動示好的時候會相當害羞。91話中，在看見畫冊後似乎有所反應。120話中，與羽的互動中能猜測對於十年前的事有所了解。
除了樂以外的事幾乎都毫不在乎，為了樂可以犧牲一切，對小時候的邂逅非常有印象，並以此當作支撐自己前進的目標。爆發時氣勢足以同時嚇倒集英組、蜂巢與警方三方勢力。182話中，指出其隨扈本田是萬里花媽媽派來監視萬里花的身體狀況。
飼養着一隻名叫「樂少爺」的鸚鵡，但是牠說出來言語會讓人產生誤會（萬里花不斷灌輸的關係……）。
似乎很害怕奏倉羽，非學校時間稱呼羽為「羽姐姐」，但在看到羽隱瞞真正的心情時，識破羽裝作沒事的樣子並作出斥責。
在第二次情人節向樂正式告白之後，還沒得到答覆前就病倒，被本田視為已經無法實施萬里花與母親的契約而被帶回九州，準備強制嫁給母親指定的婚約者，後被樂一行人給解救並違抗母親的命令。但因身體的關係不得不去美國匹茲堡一間橘家所經營的醫院接受為期兩年的治病療程，暫時離開主角群。第二个出局。
鼓励千棘勇敢地向乐表达自己内心的想法，事件結束後回到匹兹堡繼續治疗身体。之後和很多男性相亲，最新的相亲对象是来自千叶县，被认为致敬现实世界的狂热粉丝“千叶县的Y先生”。
59話發表第一次人氣投票獲得第4名。109話發表第二次人氣投票獲得第2名。211話發表第三次人氣投票獲得第4名。PSV《偽戀 出嫁！？》裏封面爭奪戰投票獲得第1名，成為初回特典裏封面的中心角色。

### 凡矢理高中
宮本琉璃
配音：內山夕實（日本）；葉嘉（台灣）
演員：河村花（台灣配音：錢欣郁）
生日：12月24日。血型：A。身高：140cm。
1年C班學生（故事一開始）。小咲的好友，極力協助小咲的戀情，有暴力倾向，經常毆打集，也殴打过乐、用手肘狠狠撞击不争气的小咲。沒戴眼鏡時視力極差，會看不清門口而撞上門框，走路會跌倒，認錯一直在身邊的人，但在這情況下拳頭仍能準確擊中集。是所有人裡對事情看得最透徹的一位，儘管知道小咲和樂互相喜歡卻沒有跟兩人提過彼此的心意，是個正直溫柔的女孩。祖家是乡村的大地主，是千金小姐，在拿下眼鏡和放下頭髮後非常漂亮。有時也會戴隱形眼鏡，喝酒後會開始訴說關於日本的種種問題。
擅長游泳，被稱為「凡矢理高中美人魚」，不過只是將游泳當作興趣，對名次之類並不在意。
對舞子集那好色輕浮的行徑感到反感，對他抱持非常惡劣的印象與態度，常常以毒舌攻擊，甚至還會直接訴諸暴力。然而偶爾也會接受集的關心。為了年事已高的曾祖父，曾拜託樂假裝成自己的男朋友，在相處中多少能了解小咲為什麼會喜歡樂。
對有女生會喜歡上集這件事幾乎不敢相信，認為他沒有一絲優點。但在目睹他被告白時，心中卻感到難以言喻的動搖。樂曾說過琉璃與集兩人似乎意外的適合，也流傳著兩人熱戀中的流言。對此琉璃雖是直接的表達出強烈的不滿與厭惡，但也因此流露出對集有好感的跡象。
受上次舞子集被告白的影響，琉璃似乎就開始在意自己與舞子集之間關係。在一次的梦中甚至夢見自己穿着婚纱和集准备结婚，視為本世紀最大的噩夢，致使到校后不由分說的对集使用暴力，結果被小咲指出她最近對集的態度有些不自然。後來還得知自己所想要報考的大學與集是同一所，可說是噩夢再現。但琉璃在知道集打算考入教育學部、要在未來成為老師後，不經脫口詢問集是否仍喜歡著京子老师。
208話時意外與集一同遇上與父母失散的外国小女孩罗莎，決定一起幫助她寻找父母。过程中意外地发现集细心、善解人意的一面，内心产生波澜。然而琉璃堅決認定自己雖是對集改觀，但絕不是對他產生好感。
琉璃被羅莎認定自己喜歡集時詢問理由，被羅莎指出自己其實一直只注視着集，開始疑問自己為何一直以來會這麼討厭他。在集救下差點被車撞到的羅莎後，她理解到自己之所以會「討厭」他，是因為自己在不知不覺間被他的身影所吸引，其後在内心承認自己喜欢上集的事實。
223話時雖然知道集依然喜歡京子老師，但還是決定正式向他告白。最後成為翻譯人员，和集同居中。
59話發表第一次人氣投票獲得第5名。109話發表第二次人氣投票獲得第4名。211話發表第三次人氣投票獲得第6名。
舞子集
配音：梶裕貴／神原大地（日本）；喬資淯（台灣）
演員：岸優太（台灣配音：鍾少庭）
生日：8月29日。血型：O。身高：170cm（一年级）→174cm（二年级）。
1年C班學生（故事一開始）。主角的班上同學，同時也是主角的好友，很喜歡女生，但言行十分輕浮，常常趁玩遊戲的時候問女生胸圍等等的黃色問題。所以很常被鶇跟琉璃追打，但受傷後總是迅速就康復。有時意外的敏感，跟琉璃一樣都知道身邊的人情感所向，但從不說破。知道鶇喜歡着樂，也知道小咲喜歡着樂，有時會故意做出撮合他們的惡作劇。認為跟琉璃滿合得來的，但被琉璃認為是最難相處的類型。
成绩意外地优秀，在凡矢理高校207人中排22，甚至还在琉璃之前1名。
事實上善體人意，在當初樂曾因家庭背景而受同學孤立時主動上前搭話，幫忙化解了樂與同學們之間的隔閡。有著拍照的愛好，尤其喜歡照女孩子，不過風格上不喜歡直接的暴露，追求的是不好意思的些微走光。當然，也常拍一般的生活照。
暗戀班導師，在班導師準備結婚而離職時在樂的建議下告白，痛快的結束這一場戀情。被某個學妹暗戀並告白，但被集所婉拒。琉璃追問其原因時回答仍然對著京子老師抱著好感，所以還不會移情別戀。然而校園中流傳著集與琉璃正在熱戀中的流言。
曾表明自己有接國中小學生家教的工作，被琉璃吐嘈是想趁機搭訕（集笑笑沒否認，再次被琉璃暴揍）。自己的大学志愿是教育学部，由于仍然憧憬着京子老师所以未来想当教师。
59話發表第一次人氣投票獲得第7名。
223話時琉璃正式向他告白。最後成为教师，和琉璃同居中。
小野寺春
配音：佐倉綾音（日本）；楊穎（台灣）
生日：3月21日。血型：A。身高：152cm。
小野寺小咲的妹妹。頭上有呆毛（在頭頂接近後腦杓的地方）。有些許的天然呆，對於姊姊有些羨慕，以姐姐為榮。跟姐姐不同，擅長料理，不過水準仍遜於一条樂。是名路痴，但本人堅決否認。酒量似乎也不太好。
於一条樂等人升上二年級後，作為一年級新生入學。開學時遭一群男子搭訕，由於春在之前都是就讀女校，對此完全沒抵抗力，在陷入恐慌之際時幸被剛好路過的一条樂所救。但因為當時失去意識，所以春並不知道救她的是誰，春將其視為命運邂逅的王子殿下。
由於聽信樂的傳言（內容大概是「有著漂亮女友卻又腳踏多條船，同時運用權力控制學校的黑社會少主」之類的）及一些事故，對他抱持極差的印象，視樂為拐騙姊姊的危險人物。
隨著與樂的相處而漸漸發覺他的善良本性，但不解樂明明有女朋友卻又接近姐姐的行為，所以仍是對他抱持一些警戒。後得知樂和千棘假扮情侣的事情。
在煙火大會時了解到樂真的是一直在尋找的王子殿下（之前一直否認）而確定自己喜歡樂，原本打算放棄這段戀情並決定要幫助姊姊的戀情，但實際上還是無法完全放棄對樂的感情，處於左右為難的狀態。
意外的許多興趣和樂相同，因此很容易與樂聊天聊到忘我。只要樂穿著日式的傳統服裝都會覺得他很帥氣。曾經見過羽，但本人完全忘記。
非常喜欢外国美少女转学生寶拉·馬可伊，主动接近宝拉，多次碰壁但还是和宝拉成为朋友。
在校園季的校園美女選拔預選中與姐姐一起獲得第一名，在決賽中穿上婚紗，成功擊敗姐姐獲得第一名。
109話發表第二次人氣投票獲得第6名。211話發表第三次人氣投票獲得第5名。
第201-203話與姐姐、樂參加「凡矢理和菓子比賽」獲得冠軍，決定在畢業後去學習和菓子的技巧。在参赛过程中看到姐姐和乐更加有默契，意识到自己对乐的感情是不可能的，于203話剪成短发并向乐说出知道他就是「王子」，但最终还是没有告白。也向好友小风哭着表达自己放弃了这段感情，第三个出局。
第229话成为自家和菓子店的美女店长。
寶拉·馬可伊
配音：沼倉愛美（日本）；張文（台灣）
生日：5月5日。血型：B。身高：147cm。
銀髮美少女，美國黑幫“蜂巢”的殺手，鶇誠士郎過去的搭檔，綽號「白牙」（White Fang）的職業殺手。不喜歡別人用名字“寶拉”來稱呼自己，因為聽起來一點都不帥，也有部分人用“馬可伊”稱呼自己。實力堅強，同時自尊心也很高，即使在同期夥伴中也被孤立。自從幾年前自己被鶇從頂尖的位置拉下來，寶拉就將鶇當做目標，老是找鶇來挑戰，這讓鶇很困擾。極度崇拜身為殺手的鶇，由于不滿鶇没有以前凶惡的表现而從美國過来挑戰鶇，结果失敗，後來暂住在鶇的出租屋並就讀于凡矢理高中。
相当孩子气，被乐知道可以用甜点来诱惑她。為了了解改變鶇的原因，而在新學期轉入凡矢理高中，成為小野寺春的同班同學，寄宿在鶇的公寓。看到鶇為戀愛煩惱不已，打算在背後推她一把。雖然平常表現得很老成，但骨子裡還是個孩子。運動神經超級好，卻是個旱鴨子，還不會騎腳踏車。喜歡的食物是咖哩、漢堡排跟蛋包飯，卻不喜歡所有的蔬菜。不擅長學習，跟鶇一樣害怕鬼故事，受到驚嚇時會躲到高處。而最害怕的是則是打針。少數酒量不會太差的女性之一。
109話發表第二次人氣投票獲得第9名。
第229話暫時是大學生，剪了短髮，打算畢業後去實驗室工作從事科研。
彩風涼
配音：小岩井小鳥（日本）；張文（台灣）
生日：12月3日。血型：B。身高：155cm。
春的同班同學和好朋友。本名記載於公式書，劇情中人物則皆以暱稱「小風」稱呼之。
早已看穿春少女心的她很熱衷於加深她跟一條樂的感情，默默地在她背後推一把。外表看似人畜無害，其實內心很腹黑，並對春有著百合傾向，若有人欺負或接近（通常是同輩）小春，會表現出很強的殺氣，其強度也使寶拉感到畏懼。少數酒量不會太差的女性之一。
第229話成為攝影師。
109話發表第二次人氣投票獲得第8名。211話發表第三次人氣投票獲得第9名。
鮴澤大毅
配音：矢野正明（日本）；梁興昌（台灣）
樂的同班同學，第3學期第1次換座位時坐在千棘前邊。
鈴木美優
配音：關根明良（日本）；穆宣名（台灣）
樂的同班同學，鮑伯頭的女生，很會讀書。园艺社成员，文静和气，爱喝咖啡欧蕾，很会读书。常和岩下一起行動，和千棘也成為朋友。
岩下由香
配音：上田麗奈（日本）；楊穎（台灣）
樂的同班同學，綁馬尾的女生，動畫第2期更改設定為短髮。網球社成員，對體育方面的話題很感興趣。活潑開朗，常常主動找千棘說話。送給千棘護唇膏。
安達
配音：不明（日本）；葉嘉（台灣）
樂的同班同學，林間學校的試膽大會上裝扮妖怪的女生。
山田順平
樂的同班同學，第3學期第1次換座位時坐在千棘左邊。
鈴屋透
足球部成員。會唸書也會運動，長相不錯，很有異性緣。透過寫情書向鶇誠士郎傳達自己的愛意，被鶇婉拒。

#### 教職員
日原京子
配音：生天目仁美（日本）；葉嘉（台灣）
演員：松本真理香（台灣配音：錢欣郁）
1年C班時的班導師，英語老師，在第10單行本為20歲以上，短髮戴眼鏡，比較隨意但負責任的老師性格，曾經鼓勵過集享受高中生活而被集暗戀。在升上高二之後由於結婚而離職，被集告白。第229话已是两个孩子的母亲。
台版翻譯又作恭子或教子。59話發表第一次人氣投票獲得第9名。
奏倉羽
配音：堀江由衣（日本）
生日：1月8日。血型：AB。身高：167cm。
華人，是樂兒時玩伴。由公式書得知父親名為「奏倉朝陽」，母親名為「奏倉真衣」，其中父親是以入贅的方式結婚。在樂等人的前任班導師結婚後，前來擔任2年C班的導師。叉燒會首領的女兒，现任的叉燒會首領，接任樂等人的2年C班班導。被樂喚作為「羽姐」，稱樂為「小樂」。從小寄居在一條家，直到樂小學二年級時才離開。持有第四把钥匙，持有的鑰匙花色為『方塊』，十年前和千棘、小咲、万里花、鶇见过面，也認識集，似乎对十年前的事情十分清楚。
由樂父親得知其父母雙亡，並視樂為最後依靠。在擔任樂的班導師後，又回到樂家，並住在樂隔壁的房間，半夜時有睡覺愛鑽樂棉被的壞習慣。酒量似乎也不太好。虽然雙方無血緣，但以超越姐弟的關係喜歡樂。廚藝方面，雖然只會作餃子，但手藝還不錯，勝過千棘和小咲。由於不斷的跳級讀書的關係，所以沒有同年齡層的朋友，而將樂等人視為朋友。實際年齡大概在18到19歲之間，只是看不出來。是名音痴，其歌聲曾使樂和萬里花暫時性失憶。有一次因練習過度令嗓子無法正常發揮，但歌聲反而比原來還要好。
根據夜表示在羽跳級為國中當時雙親就雙雙去世，組織無人掌管，只好讓還沒國中畢業的羽接任義大利黑手黨中國組織叉燒會首領。也因如此經常過勞而昏倒，大概是每三個月就會發作一次。因回到樂身邊後並沒有加深兩人的關係，而被夜認為是浪費才能與時間，在夜的計策下終於下定決心而向樂告白，最後被拒絕但還是保持的姐弟的關係。第一个出局。目前已搬出樂的家，但還未辭職學校老師。211話發表第三次人氣投票獲得第7名。
第229话怀孕待产中。

### 親屬與家族

#### 一條家&集英组
一條一征
配音：緒方賢一（日本）；梁興昌（台灣）
演員：宅麻伸（台灣配音：胡鎮璽）
樂的父親，也是集英組的老大，以前曾和千棘的父親在日本進行談判，後來為了阻止幫派鬥爭要樂假裝和千棘是戀人，後來關係變得不錯。以前和萬里花的父親是敵對，不過因為互相認可對方的實力，雖然立場不同但還是喝下了男人的交杯酒，成為好友並訂下孩子們的婚約（不過似乎已經忘記）。和千棘的父親談過決定讓千棘來寄宿。第229话退位让与乐，开始环游世界的退休生活。
一條夫人
樂的母親，現在旅居於美國，與桐崎華（千棘的母親）相識，對於十年前約定的事情非常清楚，也是千棘無意之間從衣櫃「挖」出來的繪本之作者，始終未顯現其全部的容貌。
事實上她與華、菜菜子和千花（即千棘、小咲與春、萬里花的母親）是高中同學，也是朋友。在樂上高中之後，便把組織的大小事轉移到夫君與樂的身上，然後到美國成為了知名的繪本作家。某種程度來說，與華是同樣的人。過去在千花因家庭壓力之下被迫休學回老家結婚，她和另外兩人還曾經直接殺到橘的家中要救人，然而因為千花不想繼續連累好友，委曲求全之下與萬里花的父親結婚，因而救人行動失敗。此事件被行動派的華耿耿於懷，之後萬里花又將重演悲劇時，就是她和華擔任事件的幕後藏鏡人(樂的母親至完結都未透露，但可以在事件之後華傳給她的簡訊中得知)，成功的救出萬里花，因此被千花發覺樂的個性與其母如出一轍。
原本在千棘手上的繪本（後來給了小咲）是悲劇作為結局，以「羅密歐與茱麗葉」為構思，但年幼的樂看完之後改編為快樂結局。在與千棘見過之後，推薦千棘去十年前眾人相見面的地點—「天駒高原」，或許可以解開十年前的謎團。之後出席了樂與千棘的婚禮，在兩邊幫派都有不小的影響力。
佐佐木龍之介
配音：檜山修之（日本）；梁興昌（台灣）
演員：丸山智己（台灣配音：張立昂）
集英組的幹部，擅長料理，和樂的感情很好。樂稱呼其為「龍」，和其他組員一樣對樂非常敬佩。后日谈中改称呼乐的儿子一条佰为少爷。
甘梨刚士
集英組的一員，會做各式西式點心。之後創業，蛋糕店“SWEET SYUEI”的经营者，只是該店正好在小野寺家的和菓子店對面。因剛開店人手不足，而請樂幫忙，卻引發了一陣風波（詳見單行本第12集。）

#### 桐崎家&蜂巢
阿德魯托·桐崎·沃格那
配音：江原正士（日本）；梁群（台灣）
演員：團時朗（台灣配音：鍾少庭）
千棘的父親，「蜂巢」幫派的老大，以前曾和樂的父親在日本進行談判，後來為了阻止幫派鬥爭要千棘假裝和樂是戀人，後來關係變得不錯。
為阻止幫派鬥爭要千棘假裝和樂是戀人。知道十年前女儿和小咲、乐在一起。当年帮派斗争时由于华的大胆亂入而向华求婚，但现在相当害怕生气的华。在克勞德強勢要讓千棘回美國時，因克勞德的所作所為，讓他火大而把克勞德差點壓進地板內。千棘力氣大是從這裡遺傳的。第229話退位，並把工作交給克勞德。
桐崎華
配音：豐口惠（日本）；張文（台灣）
千棘的母親，被蜂巢的人尊稱為「Madam Flower」，大企業的社長。在世界上有著各種不同的公司，年收入超過數百億美元，日程已安排到十年後，每年也只會在聖誕節時回日本和家人團聚。生氣的時候十分恐怖，例如千棘的父親曾因為沒有辦好她拜託的事而被她關進職務室，所以千棘等人都十分害怕她。
每年聖誕節都準備好給千棘禮物，卻因為在千棘面前就會十分緊張一直沒送出去，加上每次都因為緊張而習慣性問千棘的年齡等原因，使樂和千棘以為她不關心自己的女兒。在59 話中因為所有秘書都倒下而讓樂擔任她的秘書，後來樂才知道她很愛千棘。在62話中，本來已經坐上到美國的飛機，但是因為在電話中聽到千棘請求她回來而折返，和千棘共度聖誕。對樂的過去似乎有些許了解，但卻不怎麼想得起來。
過去在千花因家庭壓力之下被迫休學回老家結婚，她和另外兩人還曾經直接殺到橘的家中要救人，然而因為千花不想繼續連累好友，委曲求全之下與萬里花的父親結婚，因而救人行動失敗。此事件被行動派的華耿耿於懷，之後萬里花又將重演悲劇時，就是她和一条夫人擔任事件的幕後藏鏡人(樂的母親至完結都未透露，但可以在事件之後一条夫人傳給她的簡訊中得知)，成功的救出萬里花，
曾是貧困的學生，因此身兼17個工作。後於一次外送披薩到「蜂巢」與不知名黑幫槍戰的現場，是逕直大喇喇走到槍戰現場中央，因此被桐崎父一見鍾情，而被求婚，但將其踹開。之後又無數次的被桐崎父求婚，屢次拒絕，嚴重時甚至還折斷他的骨頭，但最後還是與之結婚。曾经有抽烟的习惯，但因为怀孕的原因很早就戒掉了。现在经常叼在嘴里的“烟”是香烟味的棒棒糖，雖然工作能力很強，但意外是個天然呆。認識樂的母親，在千棘因情陷入迷惘時，讓千棘去見一條夫人。
克勞德·林哈特
配音：子安武人（日本）；梁興昌（台灣）
演員：DAIGO（台灣配音：胡鎮璽）
蜂巢幫派的幹部，過度保護千棘，對樂是否喜歡千棘有很深的懷疑。經常監視樂和千棘，同時也派誠士郎暗中偵察兩人的關係，並向誠士郎說「發現一条樂不是千棘真正的戀人就立刻殺了他」。因為強勢要讓千棘回美國，受到千棘爸的"指點"，甚至讓他渾身顫抖。
在誠士郎小時候，收養了她，由於認為誠士郎是男生，所以取了男性的名字，十多年來都認為她是男性。
後來在天駒高原意圖阻止樂去見千棘，但被誠士郎給阻礙並被她打倒，事後透露希望誠士郎和千棘結婚，但誠士郎向他告知自己的女生身分。第229话成为蜂巢日本分部的负责人。
潔西卡·米拉爾妲
“蜂巢”的女性成員，鶇、寶拉的前輩。擅長籠絡男人的手段，巨乳是她的註冊商標。

#### 小野寺家
小野寺菜菜子
配音：大原沙耶香（日本）；葉嘉（台灣）
小野寺小咲及春的母親，個性強勢、好勝。在樂到其經營的店裡幫忙時曾表示“要是能成為女婿就好了”的感想，鼓励两个女儿公平竞争乐，但被小咲和春吐槽。曾想出了許多奇怪的方法，包括要小咲和樂至姊姊的溫泉旅館幫忙，附贈一間雙人房等。
與一条夫人、橘千花和桐崎華是高中同班同學兼好友。過去在千花因家庭壓力之下被迫休學回老家結婚，她和另外兩人還曾經直接殺到橘的家中要救人，然而因為千花不想繼續連累好友，委曲求全之下與萬里花的父親結婚，因而救人行動失敗。
由公式書得知其丈夫（等同於小咲與春的父親）本名為「小野寺孝雪」，但其從未在故事中露面，僅偶爾會在對話中提起。

#### 橘家&警視廳
橘巌
配音：立木文彥（日本）；梁興昌（台灣）
萬里花的父親，為警視總監。很愛護女兒。臉上有以前被樂的父親砍的傷疤，不過因為互相認可對方的實力，雖然立場不同但還是喝下了男人的交杯酒，成為好友並訂下孩子們的婚約。羽回中國之前都是看著羽長大的，所以是以長輩的關懷晚輩的心情看著羽，故得知羽回日本時還稍微「埋怨」羽怎麼沒通知他。
事實上是入贅的，所以在妻子家中幾乎沒有說話餘地。即使不被妻子放在眼裡，但還是相當愛橘千花。在萬里花成功違抗母親的命令後，看破妻子內心中想法，並承諾會努力將妻子內心中不足的部分補齊。
橘千花
萬里花的母親。九州武士世家橘家的当家。看起来非常年轻，被万里花说成是“不老不死的妖怪”。
因为身体不好，几乎都不出现在别人面前，第一次跟万里花说话是在她7岁的时候。跟万里花定下了绝对契约，才允许她来乐的学校上学。后来依照契约，强制万里花嫁给一位40岁以上的钢铁业届的社长以延续家族血脉（橘家世世代代由女性当家）。
過去也曾試圖反抗過家族的傳統，並有個快樂的高中生活，但在後來放棄抵抗且遵從家族決定的婚姻。因此心裡極度不平衡，原本並不希望萬里花能獲得幸福，但在看到萬里花堅決抵抗後改變想法，改變主意放任其成長。後被丈夫看出內心其實相當羨慕萬里花。當時另外三個好友(菜菜子、華和一条夫人)為了她還千里迢迢的殺進橘家，但為了家族，千花只好委曲求全。在樂等人救出萬里花之後目送樂和千棘離去的背影，發覺那兩人與他們的母親的個性幾乎如出一轍。最後有出席樂與千棘的婚禮，與當時的好友再度碰面。
211話發表第三次人氣投票獲得第8名。
本田曜子
配音：大地葉（日本）；楊詩穎（台灣）
演員：GENKING（台灣配音：錢欣郁）
橘萬里花的女監護，同時也是警察（巡查部長），作為監視者的身份在萬里花身邊，身手超凡。個性冷靜，服从万里花的母亲命令，在万里花身边监视她的健康状况並担当护卫。是名忍者（过去是这么称呼），是隱衛眾之首，因此被附與「忍」的稱號，平常都自稱本田忍，在萬里花準備前往美國時才告訴其本名。掌握了万里花的所有状况，当万里花的身体状况被判断为不可能再上学的时候，将她立刻强制送回九州老家。在九州老家騷動時選擇幫助萬里花逃跑，自述其原因是「從小看著萬里花長大，且萬里花也不把她當成保鑣，而是朋友」，陪同萬里花去美國接受治療。第229话陪伴万里花處理相亲的事務。
相葉右助
配音：櫻井孝宏（日本）
警察机动队第一部队长，与帮派分子水火不容。从万里花小时候就开始照顾她，算是跑腿般的存在。喜欢甜食。学生时代上的都是男校，对恋爱一窍不通，曾對本田小姐告白但失敗。
篠原御影
生日：2月20日。血型：A。身高：161cm。
九州人，说话有浓重的九州口音，本身也是出生有名的大家族，但比不上橘家。到凡矢理高中體驗入學一天。曾是初中时欺凌万里花的带头人，反被万里花镇服並成为好友。有著大叔般的心理，喜歡美少女，知曉萬里花所隱藏的秘密，非常擔心萬里花的病情。在萬里花被帶回九州老家時，雖然知道樂等人的作為可能毫無意義，但還是協助樂等人救出萬里花。
109話發表第二次人氣投票獲得第10名。
樂少爺
配音：小林優（日本）
萬里花所飼養的鸚鵡，長得一臉蠢樣，講話倒是很流利，只不過說的都是一些樂喜歡橘或是一些三級的話。

#### 宮本家
宫本吉三
宫本琉璃在老家的曾祖父，曾自稱自己為宮本武藏，非常有活力的百岁老人。非常疼爱琉璃。在琉璃带着冒牌男朋友樂回家探亲走后一周过世。
里中
宮本家的女傭。告知琉璃其曾祖父的病情，常被吉三吃豆腐但不介意。

#### 舞子家
舞子吉剛
配音：利根健太朗（日本）；梁興昌（台灣）
38歲，舞子集的叔叔，是名鎖匠，試著幫助樂把壞掉的墜子修好（但是最裡面卡的是羽被其他小孩弄斷的鑰匙碎片而不能完全修好）。

### 其他人物
約定的女孩
配音：濱崎奈奈〈VOMIC〉（日本）
10年前與一條樂約定“再度重逢的時候就結婚”、做出“Zawsze in love”誓言的少女。手中握有開啟樂吊墜上鎖的鑰匙。然而10年前有四位少女和樂作約定並分別握有一把鑰匙。第221话揭示她就是小咲，鑰匙也曾在第91話出現過。
神主大人
配音：定岡小百合（日本）
附近神社的神主大人，与乐的父亲是朋友，打扮感觉很时髦。是法力相当高强的灵能力者，在这一带从以前就很出名，曾经拯救过镇上的危机。
原作者古味直志短篇作品《恋の神様》中登场人物，土边太一的祖母。双胞胎的妹妹是京都结缘神社“阿波弥大参寺”的神官。
夜
配音：大久保瑠美（日本）
羽的隨扈兼助手。叉燒會成員，本名和國籍不詳，個子稍矮，但是動作非常敏捷，被羽視為心腹與朋友，關係如同千棘與黑虎。態度冷淡，外表和真實年齡有些許差異。職責除首領護衛外，還負責尋找和首領相配的伴侶。為了能讓奏倉羽跟一條樂的關係能親密道能結婚的程度而全力以赴。对乐印象很差，把乐称作“那个矮子”。幫樂把卡在墜子裡的鑰匙碎片敲打出來。年齡不詳，根據羽所言，在羽進入組織時，夜就擔任羽的導師，推測年齡應該在羽之上。
瑪鲁西娅·勒·維耶·儂畢里（Marusya la vie Nonbiri）
儂畢里王國的第一公主，16歲。長得跟千棘一模一樣，不過性格完全相反，比較像小野寺。
自從母親去世後，父親就對她過度保護，生活幾乎幾乎完全失去自由。會說日語，但是因為沒有自信，會使用翻譯機交流，對於日本黑道異常熱愛。因為母親的緣故，對日本很有興趣。利用被指派到日本擔任親善大使的機會，逃出飯店，想親眼看看母親生前最喜歡的國家日本。在凡矢理邂逅了樂和千棘，千棘假扮成她跑去當替身，而樂則帶著她玩個盡興，給了她很多美好回憶。對樂有了戀愛情感。在遊樂園時，很喜歡玩如雲霄飛車等高強度刺激性的遊樂設施。
彌柳紗咲（Miyanagi Sasa）
後日談登場。小咲和彌柳的女儿，目前住在春家。對母親曾經的學校懷抱著強烈的好奇心，彌柳紗咲也很期待能夠在這裡找到屬於自己的邂逅。上學途中，因為一隻貓咪而邂逅了一条佰，得知兩人都是凡矢理高校的新生後，被佰請教和貓友好相處的方法。
一条佰（Ichijo Haku）
後日談登場。樂和千棘的兒子，天生有著一頭金髮以及藍眼睛，但同學似乎都不太相信。集英组的三代目，被佐佐木龙之介等人称为“少爷”，然而其本人对黑帮略有排斥(跟他爸剛上高中時一模一樣的個性)。上學途中，因為一隻貓咪而邂逅了彌柳紗咲，得知兩人都是凡矢理高校的新生後，向紗咲表示：「如果剛好進入同一個班級的話，請教我和貓友好相處的方法吧！」

### 外傳人物
衍生外传漫画《魔法甜点师小咲》中的角色。

#### 魔法少女
小野寺小咲（配音：花澤香菜（日本）；穆宣名（台灣））
外传漫画《魔法甜点师小咲》主人公。暗恋一条乐，承袭原作漫画的“黑暗料理”属性。和魔法老鼠琉琳立下契约成为魔法少女，魔法少女三人组的队长。平时戴眼镜，变身成魔法甜点师后不再佩戴。
醉酒后会分裂出其他4个魔法少女：超色情小恶魔小咲，傲娇双马尾小咲，冷酷女神小咲，病娇柴刀女小咲。她们的共同点是都喜欢乐。
外传漫画第37话由于被乐认出魔法少女的身份，变成田螺，据说只有魔法王国前代女王教子才有办法解决。
如果被認出會變成田螺。
39话以接受教子的魔力以及乐忘却所有和魔法少女有关的记忆为条件，重新变成魔法少女，带领其他魔法少女和她们的使者一起击败了黑魔素聚合怪，之后从魔法少女退役。
42话给乐送出甜点向乐告白，唤醒了乐之前的记忆，二人开始交往，同时用之前积攒的白魔素召回回归魔法世界的琉琳。
桐崎千棘（配音：東山奈央（日本）；楊凱凱（台灣））
外传漫画《魔法甜点师小咲》中是魔法猩猩千棘，和魔法猫咪鸫喵喵立下契约成为魔法少女。承袭原作漫画的强大武力水平，平时戴眼镜，变身成魔法少女后不再佩戴。喜欢可愛的服裝并想成为魔法少女，只是因为变身成魔法少女后的形象是魔法猩猩而产生了抗拒，看到鸫喵喵变身成人类姿态的形象更是羡慕嫉妒恨。魔法猩猩的形象被乐夸奖“可爱”后愉快地接受魔法猩猩的身份。喜欢一条乐。
然而事实上还是很介意魔法猩猩的形象，后鸫喵喵善解人意地帮她买了“轻飘飘魔法少女变身手杖”，千棘使用后变为“美丽缎带千棘酱”，不会再用体术攻击，改用手杖发出的丝带。但该手杖是克劳德贩卖的缺陷品，过度使用不仅魔力下降，还将不能再恢复为正常少女而一辈子保持魔法少女的形象。小咲和万里花告知千棘真相然而千棘根本不接受。之后千棘在救一个掉入水中的小孩子时发现魔力完全不够救人，最终千棘还是放弃了手杖重新变回魔法猩猩。
如果被認出會變成猩猩。
41、42话和小咲等全员魔法少女及使者们打败黑魔素聚合怪后从魔法少女退役，最后用魔法少女期间积攒的白魔素召回回归魔法世界的鸫喵喵。
橘萬里花（配音：阿澄佳奈（日本）；葉嘉（台灣））
外传漫画《魔法甜点师小咲》中是魔法警察万里花，和魔法雪貂本田森立下契约成为魔法少女。承袭原作漫画中的所有特点，如腹黑、自幼体弱多病、疯狂迷恋乐等。平时戴眼镜，变身成魔法警察后不再佩戴。与千棘和小咲不同，对于变身魔法少女时会全裸的羞耻感较低。41、42话和小咲等全员魔法少女及使者们打败黑魔素聚合怪后从魔法少女退役，在乐和小咲交往后仍然吃醋并耿耿于怀，最后用魔法少女期间积攒的白魔素召回回归魔法世界的本田森。
如果被認出會變成海龜。
小野寺春（配音：佐倉綾音（日本）；楊穎（台灣））
外传漫画《魔法甜点师小咲》中承袭原作漫画的所有背景和特点，除了对乐没有特殊感情而与原作漫画不同。与寶拉熟识的过程也和原作漫画类似。也是本作魔法少女變身前唯一沒有戴眼鏡的，與彩風涼契約成为魔法少女——魔法巧克力师小春。最初不知道姊姊小咲是魔法甜點師，導致發生一連串的誤會與衝突（誤以為魔法甜點師要跟姊姊搶樂），在姊姊被樂得知其真身而變成田螺的當下得知魔法甜點師就是自己姊姊這件事。41、42话和小咲等全员魔法少女及使者们打败黑魔素聚合怪，和宝拉仍然担当魔法少女现役，並向姊姊小咲保證，自己絕對可以做的比她更好的。
如果被認出不會變成動物，但是衣服會變成蚊子條紋的比基尼，而且不得換裝。
僅出現在ova4且只有短短幾秒鐘。
奏倉羽（配音：堀江由衣（日本））
外传漫画《魔法甜点师小咲》中第35话登场。魔法王国的王女、魔法老师，因为前代女王教子的卸任而成为新任女王。登场时为旗袍装萝莉(在本作中，未提及是否為自己縮小的)，被萬里花父親的凶狠模樣嚇哭，設定與原作一樣，帽子旁邊有一位參謀叫夜。
打败黑魔素时也贡献了自己的魔力。

#### 魔法王国使者
宮本琉璃（配音：內山夕實（日本）；（台灣））
外传漫画《魔法甜点师小咲》中是魔法王国的使者、魔法老鼠琉琳，小咲的契约者，魔法王国使者三人组的队长。和原作漫画一样戴眼镜，同时承袭原作漫画中毒舌、喜欢诉诸暴力的特点，支援小咲的恋爱。最喜欢的食物是星印奶酪，爱好是欺负猫，尤其是鸫喵喵。本身拥有强大的魔力，能对麦克博士轻松一击必杀，遭到小咲等人的吐槽。
常常放「福利」，例如:故意掀小咲裙子、故意用肥皂讓小咲跌倒與假意外讓小咲的秘密曝光(但偶爾會幫小咲製造機會接近樂)。
同样可以变成人类形态，在第37话出现，同时揭示人类形态的琉琳的身份是魔法大贤者。人类形态的外表和原作漫画基本相同。与麦克博士曾是青梅竹马，同窗好友，外传漫画第38话和麦克博士展开死斗，一开始处于下风，但在乐对麦克的干扰下，最终打倒了麦克。后协助小咲率领全员魔法少女及使者们打败黑魔素聚合怪，在小咲从魔法少女退役后回归魔法王国。在魔法王国要求变回魔法老师的麦克好好工作，最后被小咲用担任魔法少女期间积攒的白魔素从魔法世界召回至现实世界。
鶇誠士郎（配音：小松未可子（日本）；穆宣名（台灣））
外传漫画《魔法甜点师小咲》中是魔法王国的使者、魔法猫咪鸫喵喵，千棘的契约者。本身能变成人形，人类形象承袭原作漫画的身材和武力水平，而且性格会变得男性化。变身之后华丽的服装让千棘非常羡慕，但战斗形态只能维持5分钟。与一条乐一起经历和原作漫画类似的扭伤脚的剧情，喜欢乐(帽子還帶著樂給他的幸運草)。
常常不小心洩漏自己的身份導致常常被露琳等人懲罰。
全员讨伐黑魔素聚合怪时为千棘抵挡伤害而失去战斗力，后被重新变回人形的小咲恢复战斗力并全员一起合力打败黑魔素聚合怪，在千棘从魔法少女退役后回归魔法王国，但之后凭借千棘的白魔素，又被千棘从魔法王国召回到现实世界。
本田曜子（配音：大地葉（日本）；楊詩穎（台灣））
外传漫画《魔法甜点师小咲》中是魔法王国的使者、魔法雪貂本田森，万里花的契约者。第33话、37话变成人类形态，形象与原作漫画相同。全员讨伐黑魔素聚合怪时为万里花抵挡伤害而失去战斗力，后被重新变回人形的小咲恢复战斗力并全员一起合力打败黑魔素聚合怪，在万里花从魔法少女退役后回归魔法王国，但之后凭借万里花的白魔素，又被她从魔法王国召回到现实世界。
彩風涼（配音：小岩井小鳥（日本）；張文（台灣））
外传漫画《魔法甜点师小咲》中是新政權的魔法王國的使者、魔法松鼠溫朵兒，小野寺春的契約者，形象承襲原作腹黑、喜歡春到百合的程度以及喜歡拍照的設定，老是帶著相機(都是拍春，尤其是變身時，甚至拍到自己會大量的流鼻血)。但事發突然，使魔法老鼠琉琳她們搞不清楚發生什麼事(其實是因為新政權提醒她們舊政權的魔法少女契約即將結束)。41、42话和小咲等全员魔法少女及使者们打败黑魔素聚合怪，陪伴最后担当魔法少女现役的小春。

#### 其他人物
一條樂（配音：內山昂輝（日本）；何志威（台灣））
外传漫画《魔法甜点师小咲》中是学生会长、大财阀一条联合集团的公子，小咲、千棘、万里花的学长，长相儒雅英俊，和原作有所差异。对任何人都很和善，在女生中很有人气。承袭原作漫画喜欢动物的特点。第37话认出了小咲的魔法少女身份，害小咲变成田螺，但乐承担起责任，准备找魔法王国的前代女王教子寻求解决的办法。39话中教子告之需要两个条件，一是把教子自己的魔力全部转给小咲，二是乐需要忘记一切和魔法少女相关的记忆。乐选择接受。41话在麦克博士恢复正常后，二人并肩作战且互相认可，乐说二人“（在不同的世界）说不定会成为相互进行恋爱咨询然后狠踹对方屁股的那种挚友”。42话被小咲送甜点的告白唤醒之前的记忆，和小咲开始交往。
動畫版則與小咲同班，且與原作無差異，但僅出現在ova4且只有短短幾秒鐘。
舞子集（配音：梶裕貴（日本）；喬資淯（台灣））
外传漫画《魔法甜点师小咲》中是大反派麦克博士（“舞子”和“麦克”在日语的发音相似），恶之科学家，魔法之国的一级罪犯，无可救药的好色大变态，轻浮搞怪的性格也与原作漫画类似。在学校的身份是舞子集老师。用女体炼成术制造了寶拉·馬可伊。和原作漫画一样很喜欢女生，人生梦想是和魔法少女战斗，动画结局被琉琳痛揍。
外传漫画第35话看报得知魔法王国的前代女王教子因为结婚而卸任（与原作漫画类似），决定对魔法王国发起总攻。第38话揭示麦克博士曾经也是魔法王国的魔法老鼠，还和琉琳是同窗好友、青梅竹马，在还是魔法老鼠的时候也和原作漫画一样憧憬着教子女王。第38话和琉琳展开死斗，初时占据上风，后被乐阻挡并告诉麦克他的做法是错的，接着被琉琳抓住机会放出一记大招。39话被教子训诫，被发现是其被黑魔素控制了精神，之后回归善良的本性，但从其体内脱出的黑魔素变成黑魔素聚合怪，给魔法少女一行人带来极大麻烦。41话和乐二人并肩作战且互相认可，说出“在不同的世界以不同的方式相遇的话，我所走的道路或许会不同吧”。结局重新变回魔法老鼠并回归魔法王国，在琉琳的求情與要求下好好工作改过自新。
寶拉·馬可伊（配音：沼倉愛美（日本）；張文（台灣））
外传漫画《魔法甜点师小咲》中是由麦克博士用女体炼成术制造出来的人造人，也能变身成魔法少女魔法馬可伊 寶拉酱。承袭原作漫画的所有性格特点，尤其是孩子气。对自己的胸围不自信，因而抢夺看到的任何女性的胸垫，后被鸫喵喵击败。非常嫉妒鸫喵喵的身材，甚至从克劳德处购买可疑的道具试图「抢夺」鸫喵喵的胸部，最后还是失败。41、42话和小咲等全员魔法少女及使者们打败黑魔素聚合怪，最后仍然担当魔法少女现役。
不喜歡魔法少女們叫她馬可伊。

## 發展
於集英社《週刊少年Jump》2011年48號開始連載，台灣由東立出版社的《寶島少年》連載。本作是古味直志在《雙藝士》後推出的連載，是高中生男女主角的戀愛漫畫。
2015年，其連載話數超越《草莓100%》167話的紀錄，成為在《週刊少年Jump》上最長壽的戀愛喜劇作品。2016年8月完結，共229話。
2013年5月，集英社公佈本作改編為電視動畫的消息，動畫將由SHAFT公司制作，於2014年1月開始播放。2014年10月宣布製作第2期，隨後確定於2015年4月10日開始播放。中間亦兩度與漫畫單行本綑綁發售OVA。2018年推出真人電影。
截止至2018年4月累計發行部數1200萬部突破。

## 出版書籍

### 漫畫
偽戀
| 集數 | 日文副標題    | 中文副標題      | 集英社        | 集英社                                        | 東立出版社             | 東立出版社             |
| 集數 | 日文副標題    | 中文副標題      | 發售日期      | ISBN                                          | 發售日期               | ISBN / EAN             |
| ---- | ------------- | --------------- | ------------- | --------------------------------------------- | ---------------------- | ---------------------- |
| 1    |               | 約定            | 2012年5月2日  | ISBN 978-4-08-870454-8                        | 2013年2月1日           | ISBN 978-986-324-537-7 |
| 2    |               | Zyjacya in love | 2012年7月4日  | ISBN 978-4-08-870470-8                        | 2013年6月14日          | ISBN 978-986-324-538-4 |
| 3    |               | 稱呼            | 2012年8月3日  | ISBN 978-4-08-870503-3                        | 2013年7月15日          | ISBN 978-986-324-539-1 |
| 4    |               | 確認            | 2012年11月2日 | ISBN 978-4-08-870538-5                        | 2013年8月16日          | ISBN 978-986-324-540-7 |
| 5    |               | 颱風            | 2013年1月4日  | ISBN 978-4-08-870602-3                        | 2013年9月9日           | ISBN 978-986-324-880-4 |
| 6    |               | 正式演出        | 2013年3月4日  | ISBN 978-4-08-870630-6                        | 2013年10月16日         | ISBN 978-986-332-225-2 |
| 7    |               | 契機            | 2013年6月4日  | ISBN 978-4-08-870665-8                        | 2013年11月18日         | ISBN 978-986-332-845-2 |
| 8    |               | 最後一刻        | 2013年9月4日  | ISBN 978-4-08-870805-8                        | 2014年1月2日           | ISBN 978-986-337-364-3 |
| 9    |               | 神風            | 2013年11月1日 | ISBN 978-4-08-870838-6 ISBN 978-4-08-908201-0 | 2014年3月21日          | EAN 471-0945-54321-5   |
| 9    | 2014年3月26日 | 神風            | 2013年11月1日 | ISBN 978-4-08-870838-6 ISBN 978-4-08-908201-0 | ISBN 978-986-337-750-4 |                        |
| 10   |               | 喜歡的人        | 2014年1月4日  | ISBN 978-4-08-870890-4                        | 2014年4月17日          | ISBN 978-986-348-232-1 |
| 11   |               | 花束            | 2014年3月4日  | ISBN 978-4-08-880026-4                        | 2014年5月12日          | ISBN 978-986-348-674-9 |
| 12   |               | 祭典            | 2014年5月2日  | ISBN 978-4-08-880058-5                        | 2014年6月18日          | ISBN 978-986-365-147-5 |
| 13   |               | 安心            | 2014年8月4日  | ISBN 978-4-08-880152-0                        | 2014年8月6日           | ISBN 978-986-365-369-1 |
| 14   |               | 姊姊            | 2014年10月3日 | ISBN 978-4-08-880192-6                        | 2014年11月19日         | ISBN 978-986-382-082-6 |
| 15   |               | 選美比賽        | 2014年12月4日 | ISBN 978-4-08-880222-0                        | 2015年1月21日          | ISBN 978-986-382-445-9 |
| 16   |               | 一模一樣        | 2015年2月4日  | ISBN 978-4-08-880303-6                        | 2015年3月23日          | ISBN 978-986-382-864-8 |
| 17   |               | 小姐            | 2015年4月8日  | ISBN 978-4-08-880330-2                        | 2015年5月25日          | ISBN 978-986-431-229-0 |
| 18   |               | 一擊            | 2015年6月9日  | ISBN 978-4-08-880366-1                        | 2015年8月19日          | ISBN 978-9-86-431704-2 |
| 19   |               | 選擇            | 2015年8月4日  | ISBN 978-4-08-880446-0                        | 2015年10月16日         | ISBN 978-986-462-047-0 |
| 20   |               | 命令            | 2015年11月4日 | ISBN 978-4-08-880483-5                        | 2016年1月18日          | ISBN 978-986-462-512-3 |
| 21   |               | 給萬里          | 2016年1月4日  | ISBN 978-4-08-880580-1 ISBN 978-4-08-908249-2 | 2016年3月2日           | ISBN 978-986-462-886-5 |
| 22   |               | 正中央          | 2016年4月4日  | ISBN 978-4-08-880650-1                        | 2016年6月13日          | ISBN 978-986-470-206-0 |
| 23   |               | 總有一天        | 2016年6月3日  | ISBN 978-4-08-880717-1                        | 2016年7月20日          | ISBN 978-986-470-536-8 |
| 24   |               | 流星劃過的夜晚  | 2016年8月4日  | ISBN 978-4-08-880749-2                        | 2016年10月14日         | ISBN 978-986-470-844-4 |
| 25   |               | 偽戀            | 2016年10月4日 | ISBN 978-4-08-880805-5                        | 2016年12月2日          | ISBN 978-986-482-137-2 |

文庫版（台灣稱為愛藏版）
| 集數 | 集英社         | 集英社                 | 東立出版社                  | 東立出版社                                                  |
| 集數 | 發售日期       | ISBN                   | 發售日期                    | ISBN                                                        |
| ---- | -------------- | ---------------------- | --------------------------- | ----------------------------------------------------------- |
| 1    | 2023年6月16日  | ISBN 978-4-08-619798-4 | 2025年1月10日 2025年1月17日 | ISBN 978-626-02-3262-7（首刷限定版） ISBN 978-626-02-3248-1 |
| 2    | 2023年6月16日  | ISBN 978-4-08-619799-1 | 2025年2月24日 2025年3月3日  | ISBN 978-626-02-3263-4（首刷限定版） ISBN 978-626-02-3249-8 |
| 3    | 2023年7月18日  | ISBN 978-4-08-619800-4 | 2025年4月14日 2025年4月21日 | ISBN 978-626-02-3264-1（首刷限定版） ISBN 978-626-02-3250-4 |
| 4    | 2023年7月18日  | ISBN 978-4-08-619801-1 | 2025年6月6日 2025年6月13日  | ISBN 978-626-02-3265-8（首刷限定版） ISBN 978-626-02-3251-1 |
| 5    | 2023年8月18日  | ISBN 978-4-08-619802-8 | 2025年7月25日 2025年8月1日  | ISBN 978-626-02-3266-5（首刷限定版） ISBN 978-626-02-3252-8 |
| 6    | 2023年8月18日  | ISBN 978-4-08-619803-5 | 2025年8月15日               | ISBN 978-626-02-3267-2（首刷限定版）                        |
| 7    | 2023年9月15日  | ISBN 978-4-08-619804-2 |                             |                                                             |
| 8    | 2023年9月15日  | ISBN 978-4-08-619805-9 |                             |                                                             |
| 9    | 2023年10月18日 | ISBN 978-4-08-619806-6 |                             |                                                             |
| 10   | 2023年10月18日 | ISBN 978-4-08-619807-3 |                             |                                                             |
| 11   | 2023年11月17日 | ISBN 978-4-08-619808-0 |                             |                                                             |
| 12   | 2023年11月17日 | ISBN 978-4-08-619809-7 |                             |                                                             |
| 13   | 2023年12月18日 | ISBN 978-4-08-619810-3 |                             |                                                             |
| 14   | 2023年12月18日 | ISBN 978-4-08-619811-0 |                             |                                                             |

魔法甜點師小咲!!（マジカルパティシエ小咲ちゃん!!）
- 原作：古味直志 / 作畫：筒井大志

| 集數 | 集英社        | 集英社                 | 東立出版社     | 東立出版社             |
| 集數 | 發售日期      | ISBN                   | 發售日期       | ISBN / EAN             |
| ---- | ------------- | ---------------------- | -------------- | ---------------------- |
| 1    | 2015年6月4日  | ISBN 978-408-880-401-9 | 2016年3月8日   | ISBN 978-986-462-685-4 |
| 2    | 2015年11月4日 | ISBN 978-408-880-555-9 | 2016年6月13日  | ISBN 978-986-462-686-1 |
| 3    | 2016年6月3日  | ISBN 978-408-880-664-8 | 2016年10月19日 | ISBN 978-986-470-530-6 |
| 4    | 2016年10月4日 | ISBN 978-408-880-859-8 | 2017年2月9日   | ISBN 978-986-482-140-2 |

### 相關書籍
導讀手冊
| 日文副標題 | 中文副標題                 | 集英社       | 集英社                 | 東立出版社   | 東立出版社             |
| 日文副標題 | 中文副標題                 | 發售日期     | ISBN                   | 發售日期     | ISBN                   |
| ---------- | -------------------------- | ------------ | ---------------------- | ------------ | ---------------------- |
|            | 偽戀 公式漫迷手冊 特別報導 | 2015年8月4日 | ISBN 978-4-08-880539-9 | 2016年2月2日 | ISBN 978-986-462-613-7 |

角色書
- 偽戀 4seasons（原作：古味直志/週刊少年JUMP編輯部·編）

| 冊數  | 登場人物   | 集英社        | 集英社                 | 東立出版社     | 東立出版社             |
| 冊數  | 登場人物   | 發售日期      | ISBN                   | 發售日期       | ISBN                   |
| ----- | ---------- | ------------- | ---------------------- | -------------- | ---------------------- |
| vol.1 | 桐崎千棘   | 2014年10月3日 | ISBN 978-4-08-880258-9 | 2015年9月4日   | ISBN 978-986-431-581-9 |
| vol.2 | 小野寺小咲 | 2014年11月4日 | ISBN 978-4-08-880266-4 | 2015年12月11日 | ISBN 978-986-431-582-6 |
| vol.3 | 鶫誠士郎   | 2014年12月4日 | ISBN 978-4-08-880267-1 | 2016年4月28日  | ISBN 978-986-431-583-3 |
| vol.4 | 橘萬里花   | 2015年1月5日  | ISBN 978-4-08-880268-8 | 2016年6月20日  | ISBN 978-986-431-584-0 |

小說
- 偽戀 幕後花絮（ニセコイ ウラバナ，原作：古味直志／著：田中創）集英社〈JUMP j BOOKS〉

| 集數 | 集英社         | 集英社                 | 東立出版社    | 東立出版社             |
| 集數 | 發售日期       | ISBN                   | 發售日期      | ISBN                   |
| ---- | -------------- | ---------------------- | ------------- | ---------------------- |
| 1    | 2013年6月4日   | ISBN 978-4-08-703292-5 | 2014年1月13日 | ISBN 978-986-348-105-8 |
| 2    | 2013年12月28日 | ISBN 978-4-08-703307-6 | 2014年5月26日 | ISBN 978-986-348-835-4 |
| 3    | 2015年4月3日   | ISBN 978-4-08-703355-7 | 2015年10月8日 | ISBN 978-986-462-287-0 |

- 偽戀 幕後花絮（文庫本）

| 集數 | 集英社        | 集英社                 |
| 集數 | 發售日期      | ISBN                   |
| ---- | ------------- | ---------------------- |
| 1    | 2024年1月18日 | ISBN 978-4-08-619812-7 |
| 2    | 2024年1月18日 | ISBN 978-4-08-619813-4 |

電影小說
原作：古味 直志／脚本：小山 正太、杉原 憲明
| 副標題    | 集英社         | 集英社                 | 著者        | 格式   |
| 副標題    | 發售日期       | ISBN                   | 著者        | 格式   |
| --------- | -------------- | ---------------------- | ----------- | ------ |
| 電影 偽戀 | 2018年12月21日 | ISBN 978-4-08-703470-7 | 平林 佐和子 | 單行本 |
| 偽戀      | 2018年12月21日 | ISBN 978-4-08-321478-3 |             | 文庫本 |

## 電視動畫
第1期電視動畫於2014年1月11日首播。四部OVA分別於2014年10月3日、2015年2月4日、2015年4月8日及2016年1月4日，分別與日本版漫畫第14卷、第16卷、第17卷及第21卷綑綁發售。第2期電視動畫《偽戀：》則於2015年4月10日首播。

### 工作人員
|            | 第1期                                                      | OVA                                                 | 第2期                                    |
| ---------- | ---------------------------------------------------------- | --------------------------------------------------- | ---------------------------------------- |
| 企劃       | 夏目公一朗、渡邊直樹、木谷高明、太布尚弘                   | 夏目公一朗、渡邊直樹、木谷高明、太布尚弘            | 夏目公一朗、渡邊直樹、木谷高明、太布尚弘 |
| 原作       | 古味直志                                                   | 古味直志                                            | 古味直志                                 |
| 總監督     | 新房昭之                                                   | 新房昭之                                            | 新房昭之                                 |
| 監督       | 龍輪直征                                                   | 龍輪直征                                            | 不適用                                   |
| 總演出     | 不適用                                                     | 不適用                                              | 宮本幸裕                                 |
| 系列構成   | 東富耶子、新房昭之                                         | 東富耶子、新房昭之                                  | 東富耶子、新房昭之                       |
| 編劇       | 木澤行人、中本宗應、大嶋實句                               | 木澤行人、中本宗應、大嶋實句                        | 木澤行人、中本宗應、大嶋實句             |
| 角色設計   | 杉山延寬                                                   | 杉山延寬                                            | 杉山延寬                                 |
| 總作畫監督 | 杉山延寬 潮月一也 西澤真也（第9話起）                      | 杉山延寬 潮月一也（OVA1） 西澤真也 高野晃久（OVA3） | 杉山延寬 櫻井正明 高野晃久               |
| 主要動畫師 | 不適用                                                     | 不適用                                              | 矢野茜 岩本里奈                          |
| 美術監督   | 內藤健                                                     | 內藤健                                              | 內藤健                                   |
| 美術設定   | 大原盛仁                                                   | 大原盛仁                                            | 大原盛仁                                 |
| 色彩設定   | 不適用                                                     | 不適用                                              | 瀧澤泉                                   |
| 色彩設計   | 瀧澤泉                                                     | 瀧澤泉 日比野仁（OVA3）                             | 日比野仁 渡邊康子                        |
| 視覺效果   | 酒井基                                                     | 酒井基（OVA1、OVA2） 高野慎也（OVA3）               | 高野慎也                                 |
| 攝影監督   | 江上憐                                                     | 江上憐                                              | 江上憐                                   |
| 剪接       | 松原理惠                                                   | 松原理惠                                            | 松原理惠                                 |
| 音樂監修   | 神前曉（第1－7話）                                         | 不適用                                              | 不適用                                   |
| 音樂       | 千葉"naotyu-"直樹 石濱翔 （第1－6話） 菊谷知樹 （第7話起） | 菊谷知樹                                            | 菊谷知樹                                 |
| 音樂製作人 | 山內真治                                                   | 山內真治                                            | 山內真治                                 |
| 音樂製作   | Aniplex                                                    | Aniplex                                             | Aniplex                                  |
| 音響監督   | 龜山俊樹                                                   | 龜山俊樹                                            | 龜山俊樹                                 |
| 總務製作人 | 不適用                                                     | 不適用                                              | 岩上敦宏、久保田光俊 興野裕之、丸山博雄  |
| 製作人     | 岩上敦宏、久保田光俊 興野裕之、丸山博雄                    | 岩上敦宏、久保田光俊 興野裕之、丸山博雄             | 淀明子、大嶋實句 三條場一正、橋本龍      |
| 助理製作人 | 淀明子、大嶋實句 三條場一正、橋本龍                        | 淀明子、大嶋實句 三條場一正、橋本龍                 | 不適用                                   |
| 動畫製作人 | 不適用                                                     | 不適用                                              | 松永康佑                                 |
| 動畫製作   | SHAFT                                                      | SHAFT                                               | SHAFT                                    |
| 製作       | Aniplex、SHAFT、集英社、每日放送                           | Aniplex、SHAFT、集英社、每日放送                    | Aniplex、SHAFT、集英社、每日放送         |

### 音樂
|               | 曲名                 | 作詞         | 作曲   | 編曲     | 主唱                                                                                    | 使用集數                                              |
| ------------- | -------------------- | ------------ | ------ | -------- | --------------------------------------------------------------------------------------- | ----------------------------------------------------- |
| 第一期 片頭曲 | 「CLICK」            | kz           | kz     | kz       | ClariS                                                                                  | 第2－14話、OVA1 第1話當作片尾曲使用。                 |
| 第一期 片頭曲 | 「STEP」             | kz           | kz     | kz       | ClariS                                                                                  | 第15－19話、OVA2－3 第14話當作片尾曲使用。            |
| 第一期 片尾曲 | 「Heart Pattern」    | 渡邊翔       | 渡邊翔 | 渡邊和紀 | 桐崎千棘（東山奈央）                                                                    | 電視版：第2－7話 影碟版：第2話                        |
| 第一期 片尾曲 | 「」                 | 渡邊翔       | 渡邊翔 | 森谷敏紀 | 小野寺小咲（花澤香菜）                                                                  | 電視版：第8、10－13話 影碟版：第3－5話                |
| 第一期 片尾曲 | 「TRICK BOX」        | 渡邊翔       | 渡邊翔 | 倉內達矢 | 鶇誠士郎（小松未可子）                                                                  | 電視版：第15、17話 影碟版：第6－8話                   |
| 第一期 片尾曲 | 「」                 | 渡邊翔       | 渡邊翔 | 增田武史 | 宮本琉璃（內山夕實）                                                                    | 電視版未使用 影碟版：第9－11話                        |
| 第一期 片尾曲 | 「」                 | 渡邊翔       | 渡邊翔 | 前口涉   | 橘萬里花（阿澄佳奈）                                                                    | 電視版：第18－19話 影碟版：第12－13話                 |
| 第一期 片尾曲 | 「」                 | 渡邊翔       | 渡邊翔 | 清水哲平 | 桐崎千棘（東山奈央） 小野寺小咲（花澤香菜） 鶇誠士郎（小松未可子） 橘萬里花（阿澄佳奈） | 電視版：第20話 影碟版：第15-17話、 第20話、OVA1、OVA2 |
| 第一期 片尾曲 | 「」                 | 渡邊翔       | 渡邊翔 | 清水哲平 | 桐崎千棘（東山奈央） 小野寺小咲（花澤香菜）                                             | 電視版未使用 影碟版：第18、19話、OVA3                 |
| 第二期 片頭曲 | 「Rally Go Round」   | LiSA、古屋真 | Jin    | akkin    | LiSA                                                                                    | 第1-7、9、11-12話、OVA4                               |
| 第二期 片頭曲 | 「」                 | 渡邊翔       | 渡邊翔 | 前口涉   | 魔法糕點師小咲（花澤香菜）                                                              | 第8話、OVA4                                           |
| 第二期 片尾曲 | 「」                 | 渡邊翔       | 渡邊翔 | 清水哲平 | 桐崎千棘（東山奈央） 小野寺小咲（花澤香菜） 鶇誠士郎（小松未可子） 橘萬里花（阿澄佳奈） | 第1、3、6、9、12話 OVA4                               |
| 第二期 片尾曲 | 「TriGgER」          | 渡邊翔       | 渡邊翔 | 河田貴央 | 鶇誠士郎（小松未可子）                                                                  | 第2話                                                 |
| 第二期 片尾曲 | 「Sleep zzz…」       | 渡邊翔       | 渡邊翔 | 渡邊和紀 | 桐崎千棘（東山奈央）                                                                    | 第4話                                                 |
| 第二期 片尾曲 | 「」                 | 渡邊翔       | 渡邊翔 | 增田武史 | 橘萬里花（阿澄佳奈）                                                                    | 第5話                                                 |
| 第二期 片尾曲 | 「marchen ticktack」 | 渡邊翔       | 渡邊翔 | 大久保薰 | 小野寺春（佐倉綾音）                                                                    | 第7話                                                 |
| 第二期 片尾曲 | 「」                 | 渡邊翔       | 渡邊翔 | 倉內達矢 | 宮本琉璃（內山夕實）                                                                    | 第10話                                                |
| 第二期 片尾曲 | 「」                 | 渡邊翔       | 渡邊翔 | 前口涉   | 小野寺小咲（花澤香菜）                                                                  | 第11話、OVA4                                          |

### 各話列表
| 話數            | 日文標題      | 中文標題         | 劇本          | 分鏡                | 演出              | 作畫監督                                                                                                | 片尾插畫               | 原作                |
| 第1期《偽戀》   | 第1期《偽戀》 | 第1期《偽戀》    | 第1期《偽戀》 | 第1期《偽戀》       | 第1期《偽戀》     | 第1期《偽戀》                                                                                           | 第1期《偽戀》          | 第1期《偽戀》       |
| --------------- | ------------- | ---------------- | ------------- | ------------------- | ----------------- | --- | ---------------------- | ------------------- |
| 第1話           |               | 約定             | 中本宗應      | 川畑喬              | 川畑喬            | 潮月一也、高野晃久 高岡淳一、中山初繪                                                                   | 小山廣和 （TYPE-MOON） | 1（1）              |
| 第2話           |               | 不期而遇         | 中本宗應      | 潮月一也            | 龍輪直征          | 潮月一也、武本大介 清水勝祐                                                                             |                        | 2－4（1）           |
| 第3話           |               | 相似的兩人       | 木澤行人      | 數井浩子            | 佐佐木純人        | 大石美繪、小畑賢                                                                                        | 日向悠二               | 5－6（1）           |
| 第4話           |               | 訪問             | 中本宗應      | 高岡淳一            | 久保太郎          | 伊藤良明、野道佳代 清水勝祐                                                                             |                        | 8－9（2）           |
| 第5話           |               | 游泳             | 木澤行人      | 龍輪直征            | 尋田耕輔          | 西澤真也、中本尚 大石繪美                                                                               | 監督                   | 10－11（2）         |
| 第6話           |               | 借與還           | 大嶋實句      | 潮月一也            | 大橋一輝          | 小島繪美、一之瀨結梨 武本大介、中山初繪                                                                 |                        | 12－14（2）         |
| 第7話           |               | 對手             | 中本宗應      | 阿部記之            | 宮本幸裕          | 伊藤良明、清水勝祐 野口孝行、野道佳代 梶浦紳一郎                                                        | Robico                 | 15－17（2、3）      |
| 第8話           |               | 幸福             | 木澤行人      | 佐藤光敏            | 久保山英一        | 內原茂、正木優太                                                                                        |                        | 18、20－21（3）     |
| 第9話           |               | 溫泉             | 大嶋實句      | 阿部記之            | 宮原秀二          | 伊藤良明、高野晃久 清水勝祐、武本大介 河島久美子、築山翔太                                              | Namori                 | 21－23（3）         |
| 第10話          |               | 抽籤             | 中本宗應      | 橫山彰利            | 佐佐木純人        | 相澤秀亮、大石美繪 岩田幸子、德倉榮一                                                                   | 吉田明彥               | 24－25（3）         |
| 第11話          |               | 慶祝             | 木澤行人      | 金崎貴臣            | 尋田耕輔          | 伊藤良明、高野晃久 清水勝祐、河島久美子 野道佳代、河野紘一郎                                            |                        | 27－28（4）         |
| 第12話          |               | 確認             | 大嶋實句      | 多田貴大            | 龍輪直征          | 阿部智之、中山初繪 武本大介、野道佳代                                                                   | 水玉子                 | 29－31（4）         |
| 第13話          |               | 放學後           | 中本宗應      | 名村英敏            | 久保太郎          | 鍋島繪里奈、河島久美子 萩原省智、宮嶋仁志 山崎克之、前田義宏 佐藤利幸                                   | 渡邊明夫               | 31－32（4）         |
| 第14話          |               | 爭風吃醋         | 木澤行人      | 稻垣隆行            | 江副仁美          | 伊藤良明、清水勝祐 梶浦伸一郎、野口孝行 本多惠美、志賀道憲                                              | 蒼樹梅                 | 33－35（4、5）      |
| 第15話          |               | 三把鑰匙         | 大嶋實句      | 藤澤俊幸            | 大橋一輝          | 武本大介、河島久美子 新井博慧、三輪幸彥 一之瀨結梨、梶浦伸一郎                                          | 岸田梅爾               | 36－37（5）         |
| 第16話          |               | 颱風             | 木澤行人      | 金崎貴臣            | 尋田耕輔          | 相澤秀亮、岩田幸子 德倉榮一、津雄健德                                                                   | 黑星紅白               | 38－39（5）         |
| 第17話          |               | 廟會             | 木澤行人      | 龍輪直征            | 龍輪直征          | 伊藤良明、武本大介 中本尚、野道佳代 清水勝祐、中山初惠                                                  | toi8                   | 42－43（5）         |
| 第18話          |               | 在海邊           | 大嶋實句      | 久保山英一          | 尋田耕輔          | 河島久美子、新井博慧 萩原省智、鍋島繪里奈 三輪幸彥                                                      | 矢吹健太朗             | 44－46（5、6）      |
| 第19話          |               | 話劇             | 中本宗應      | 藤澤俊幸            | 大橋一輝 尋田耕輔 | 河野繪美、新井博慧 河島久美子、清水勝祐 中山初惠、野道佳代 大石美繪、二宮壯史 松浦力、新垣一成 岩崎大輔 | KEI                    | 46－48（6）         |
| 第20話          |               | 正式演出         | 中本宗應      | 橫山彰利            | 龍輪直征          | 伊藤良明、矢野茜 梶浦紳一郎、野口孝行                                                                   | 古味直志               | 49－50（6）         |
| OVA1            |               | 遺失             | 大嶋實句      | 橫山彰利            | 尋田耕輔 龍輪直征 | 矢野茜、野口孝行 新井博慧、河島久美子 清水勝祐                                                          | 不適用                 | 58（7）             |
| OVA1            |               | 巫女             | 大嶋實句      | 橫山彰利            | 尋田耕輔 龍輪直征 | 矢野茜、野口孝行 新井博慧、河島久美子 清水勝祐                                                          | 不適用                 | 64（8）             |
| OVA2            |               | 兼職             | 大嶋實句      | 龍輪直征            | 龍輪直征          | 矢野茜、清水勝祐 岩本里奈、宮脇咲                                                                       | 不適用                 | 71（8）             |
| OVA2            |               | 走樣             | 大嶋實句      | 龍輪直征            | 尋田耕輔          | 中山初繪、武本大介 野口孝行、矢野茜                                                                     | 不適用                 | 65（8）             |
| OVA3            |               | 澡堂             | 大嶋實句      | 川畑喬              | 龍輪直征          | 松浦力、小堺能夫 新垣一成、大梶博之 築山翔太                                                            | 不適用                 | 81（10）            |
| OVA3            |               | 殺必死           | 大嶋實句      | 川畑喬              | 龍輪直征          | 松浦力、小堺能夫 新垣一成、大梶博之 築山翔太                                                            | 不適用                 | 週刊少年Jump+特別篇 |
| 第2期《偽戀：》 |               |                  |               |                     |                   | |                        |                     |
| 第1話           |               | 從此以後         | 大嶋實句      | 橫山彰利            | 宮本幸裕          | 大梶博之、築山翔太 武本大介、高野晃久                                                                   |                        | 51（6）             |
| 第1話           |               | 快點發現         | 大嶋實句      | 橫山彰利            | 宮本幸裕          | 大梶博之、築山翔太 武本大介、高野晃久                                                                   | 57（7）                |                     |
| 第2話           |               | 因緣             | 大嶋實句      | 岡田堅二朗          | 岡田堅二朗        | 矢野茜、清水勝祐 杉藤早百合、牛島希                                                                     |                        | 54（7）             |
| 第2話           |               | 比賽             | 大嶋實句      | 岡田堅二朗          | 岡田堅二朗        | 矢野茜、清水勝祐 杉藤早百合、牛島希                                                                     | 55（7）                |                     |
| 第3話           |               | 需要             | 中本宗應      | 數井浩子            | 尋田耕輔          | 小田多惠子、德倉榮一 赤尾良太郎、鰐淵和彥 嘉村弘之                                                      | pomodorosa             | 59－60（7）         |
| 第4話           |               | 母親             | 中本宗應      | 金崎貴臣            | 久保太郎          | 野道佳代、梶浦紳一郎 齊藤和也、櫻井司                                                                   | 溝口凱吉               | 61－63（7、8）      |
| 第5話           |               | 教教我           | 木澤行人      | 川畑喬              | 吉澤翠            | 永吉隆志、 德倉榮一、吉岡敏幸                                                                           | 拓                     | 56（7）             |
| 第5話           |               | 樂大人           | 木澤行人      | 川畑喬              | 吉澤翠            | 永吉隆志、 德倉榮一、吉岡敏幸                                                                           | 拓                     | 104（12）           |
| 第6話           |               | 好吃             | 大嶋實句      | 藤澤俊幸            | 江副仁美          | 新井博慧、中山初繪 河島久美子、井上美香 宮嶋仁志                                                        | 中村光                 | 67－69（8）         |
| 第7話           |               | 妹妹             | 中本宗應      | 金崎貴臣            | 大橋一輝          | 矢野茜、武本大介 杉藤早百合、築山翔太                                                                   | 大久保篤               | 75、76（9）         |
| 第8話           |               | 魔法甜點師小咲!! | 大嶋實句      | 八瀨祐樹            | 八瀨祐樹          | 大梶博之、橫田拓己                                                                                      | 筒井大志               | 卷末番外篇（8－15） |
| 第8話           |               | 工作吧           | 大嶋實句      | 八瀨祐樹            | 八瀨祐樹          | 牛島希、清水勝祐 宮嶋仁志                                                                               | 筒井大志               | 77（9）             |
| 第9話           |               | 清掃             | 木澤行人      | 藤澤俊幸            | 尋田耕輔          | 野道佳代、築山翔太 梶浦紳一郎、KIM YONGSIK                                                              | 金田一蓮十郎           | 82（10）            |
| 第9話           |               | 探望             | 木澤行人      | 藤澤俊幸            | 尋田耕輔          | 野道佳代、築山翔太 梶浦紳一郎、KIM YONGSIK                                                              | 金田一蓮十郎           | 86（10）            |
| 第10話          |               | 支持             | 木澤行人      | 數井浩子            | 吉澤翠            | 德倉榮一、小田多惠子 岩田幸子、嘉村弘之                                                                 |                        | 83－85（10）        |
| 第11話          |               | 想瘦下來         | 大嶋實句      | 大谷肇              | 岡田堅二朗        | 谷口繁則、Im Jin Wook                                                                                   |                        | 93（11）            |
| 第11話          |               | 早安             | 大嶋實句      | 大谷肇              | 岡田堅二朗        | 矢野茜                                                                                                  | 98（11）               |                     |
| 第12話          |               | 搜索             | 中本宗應      | 岡田堅二朗 數井浩子 | 大谷肇            | 野道佳代、岩本里奈 武本大介、大梶博之 橫田拓己、矢野茜 杉藤早百合、清水勝祐 築山翔太                    | 古味直志               | 106（12）           |
| 第12話          |               | 嘗試             | 中本宗應      | 岡田堅二朗 數井浩子 | 大谷肇            | 野道佳代、岩本里奈 武本大介、大梶博之 橫田拓己、矢野茜 杉藤早百合、清水勝祐 築山翔太                    | 古味直志               | 100（12）           |
| OVA4            |               | 新婚             | 大嶋實句      | 八瀨祐樹            | 宮本幸裕          | 矢野茜                                                                                                  | 不適用                 |                     |
| OVA4            |               | 魔法甜點師小咲!! | 大嶋實句      | 八瀨祐樹            | 八瀨祐樹          | 高野晃久、藤本真由                                                                                      | 不適用                 |                     |

### 播放地區
日本深夜動畫：下文記載的日本国内播放時間使用日本標準時間（UTC+9）表示。因為部分時間标识會採用30小时制，因此請留意这类超过24:00的时间，其實際播放時間為翌日清晨。
| 播放地區   | 播放電視台          | 播放日期                | 播放時間（UTC+9）              | 所屬聯播網 | 備註                                 |
| 第1期      | 第1期               | 第1期                   | 第1期                          | 第1期      | 第1期                                |
| ---------- | ------------------- | ----------------------- | ------------------------------ | ---------- | ------------------------------------ |
| 東京都     | TOKYO MX            | 2014年1月11日－5月24日  | 星期六 23時30分－24時00分      | 獨立UHF局  | 『E!TV』 節目                        |
| 栃木縣     | 栃木電視台          | 2014年1月11日－5月24日  | 星期六 23時30分－24時00分      | 獨立UHF局  |                                      |
| 群馬縣     | 群馬電視台          | 2014年1月11日－5月24日  | 星期六 23時30分－24時00分      | 獨立UHF局  |                                      |
| 神奈川縣   | 神奈川電視台        | 2014年1月11日－5月24日  | 星期六 24時00分－24時30分      | 獨立UHF局  |                                      |
| 千葉縣     | 千葉電視台          | 2014年1月11日－5月24日  | 星期六 24時30分－25時00分      | 獨立UHF局  |                                      |
| 埼玉縣     | 埼玉電視台          | 2014年1月11日－5月24日  | 星期六 24時30分－25時00分      | 獨立UHF局  |                                      |
| 愛知縣     | 愛知電視台          | 2014年1月11日－5月24日  | 星期六 25時50分－26時20分      | 東京電視網 |                                      |
| 近畿廣域圈 | 每日放送            | 2014年1月11日－5月24日  | 星期六 26時28分－26時58分      | 日本新聞網 | 製作局 有字幕 『Anime Shower』 第2部 |
| 福岡縣     | TVQ九州放送         | 2014年1月14日－5月27日  | 星期二 26時35分－27時05分      | 東京電視網 |                                      |
| 北海道     | TV北海道            | 2014年1月15日－5月28日  | 星期三 26時05分－26時35分      | 東京電視網 |                                      |
| 日本全國   | BS11                | 2014年1月18日－5月31日  | 星期六 23時30分－24時00分      | 衛星電視   | 『ANIME+』節目                       |
| 日本全國   | GyaO!               | 2014年1月12日 - 5月25日 | 星期六 12时00分 更新           | 网络播送   |                                      |
| 日本全國   | niconico生放送      | 2014年1月13日 - 5月26日 | 星期一 23时30分 - 火曜 0时00分 | 网络播送   |                                      |
| 日本全國   | niconico频道        | 2014年1月14日 - 5月27日 | 星期三 0时00分 更新            | 网络播送   |                                      |
| 日本全國   | 万代频道            | 2014年1月15日 - 5月28日 | 星期三 12时00分 更新           | 网络播送   |                                      |
| 日本全國   | PlayStation Store   | 2014年1月15日 - 5月28日 | 星期三 更新                    | 网络播送   |                                      |
| 第2期      |                     |                         |                                |            |                                      |
| 东京都     | TOKYO MX            | 2015年4月10日 - 6月26日 | 星期五 23時30分－24時00分      | 独立UHF局  |                                      |
| 近畿广域圈 | 毎日放送            | 2015年4月15日 -         | 星期三 2时30分 - 3时00分       | 日本新闻网 | 『Anime Shower』第1部                |
| 日本全域   | BS11                | 2015年4月15日 -         | 星期三 1时00分 - 1时30分       | 卫星电视   | 『ANIME+』節目                       |
| 日本全域   | niconico频道        | 2015年4月15日 -         | 星期二 12时00分 更新           | 网络播放   |                                      |
| 日本全域   | 万代频道            | 2015年4月15日 -         | 星期二 12时00分 更新           | 网络播放   |                                      |
| 日本全域   | GyaO!               | 2015年4月15日 -         | 星期二 12时00分 更新           | 网络播放   |                                      |
| 日本全域   | NTT docomo 动画商场 | 2015年4月15日 -         | 星期二 12时00分 更新           | 网络播放   |                                      |
| 日本全域   | 动画放送            | 2015年4月15日 -         | 星期二 12时00分 更新           | 网络播放   |                                      |
| 日本全域   | U-NEXT              | 2015年4月15日 -         | 星期二 12时00分 更新           | 网络播放   |                                      |
| 日本全域   | niconico生放送      | 2015年4月15日 -         | 星期一 23时30分 - 24时00分     | 网络播放   |                                      |

| 播放地區 | 播放電視台 | 播放日期                 | 播放時間（以當地為準）       | 備註              |
| 第1期    | 第1期      | 第1期                    | 第1期                        | 第1期             |
| -------- | ---------- | ------------------------ | ---------------------------- | ----------------- |
| 香港     | Animax     | 2016年5月5日－6月8日     | 星期三至四 20:00－21:00      |                   |
| 臺灣     | Animax     | 2016年6月25日－7月14日   | 每天（週日以外）18:30－19:00 | 含中文配音 有重播 |
| 臺灣     | Animax HD  | 2016年9月23日－10月12日  | 每天 18:30－19:00            | 含中文配音 有重播 |
| 第2期    |            |                          |                              |                   |
| 香港     | Animax     | 2016年6月9日－6月29日    | 星期三至四 20:00－21:00      |                   |
| 臺灣     | Animax     | 2016年7月15日－7月26日   | 每天（週日以外）18:30－19:00 | 含中文配音 有重播 |
| 臺灣     | Animax HD  | 2016年10月13日－10月24日 | 每天 18:30－19:00            | 含中文配音 有重播 |

### 藍光與DVD
| 卷    | 發售日         | 收錄話         | 規格編號     | 規格編號     | 規格編號   |
| 卷    | 發售日         | 收錄話         | 藍光限定版   | DVD限定版    | DVD通常版  |
| 第1期 | 第1期          | 第1期          | 第1期        | 第1期        | 第1期      |
| ----- | -------------- | -------------- | ------------ | ------------ | ---------- |
| 1     | 2014年3月26日  | 第1話－第2話   | ANZX-6251/52 | ANZB-6251/52 | ANSB-6251  |
| 2     | 2014年4月23日  | 第3話－第5話   | ANZX-6253/54 | ANZB-6253/54 | ANSB-6253  |
| 3     | 2014年5月28日  | 第6話－第8話   | ANZX-6255/56 | ANZB-6255/56 | ANSB-6255  |
| 4     | 2014年6月25日  | 第9話－第11話  | ANZX-6257/58 | ANZB-6257/58 | ANSB-6257  |
| 5     | 2014年7月23日  | 第12話－第14話 | ANZX-6259/60 | ANZB-6259/60 | ANSB-6259  |
| 6     | 2014年8月27日  | 第15話－第17話 | ANZX-6261/62 | ANZB-6261/62 | ANSB-6261  |
| 7     | 2014年9月24日  | 第18話－第20話 | ANZX-6263/64 | ANZB-6263/64 | ANSB-6263  |
| 第2期 |                |                |              |              |            |
| 1     | 2015年6月24日  | 第1話－第2話   | ANZX-11161   | ANZB-11161   | ANSB-11161 |
| 2     | 2015年7月22日  | 第3話－第4話   | ANZX-11163   | ANZB-11163   | ANSB-11163 |
| 3     | 2015年8月26日  | 第5話－第6話   | ANZX-11165   | ANZB-11165   | ANSB-11165 |
| 4     | 2015年9月30日  | 第7話－第8話   | ANZX-11167   | ANZB-11167   | ANSB-11167 |
| 5     | 2015年10月28日 | 第9話－第10話  | ANZX-11169   | ANZB-11169   | ANSB-11169 |
| 6     | 2015年11月25日 | 第11話－第12話 | ANZX-11171   | ANZB-11171   | ANSB-11171 |

## 真人電影
真人電影版於2018年12月21日在日本上映，由中島健人（Sexy Zone成員）與中條彩未雙主演。

### 工作人員
- 原作 - 古味直志《偽戀》（集英社《JUMP COMICS》刊行）
- 導演 - 河合勇人
- 劇本 - [小山正太] 错误：{{Lang}}：无效参数：|3=（帮助）、杉原憲明
- 音樂 - 高見優（日语：髙見優）
- 主題曲 - 超狂的T恤店（日语：ヤバイTシャツ屋さん）《可愛死了》（かわE；Universal SIGMA發行）
- 企劃製片 - 平野隆（日语：平野隆）
- 企劃 - 森川真行（日语：森川真行）
- 製片人 - 辻本珠子
- 共同製片人 - 刀根鐵太、大脇拓郎、石塚清和
- 執行製片 - 鈴木嘉弘（日语：鈴木嘉弘）
- 攝影 - 木村信也（日语：木村信也）
- 燈光 - 尾下榮治
- 錄音 - 石寺健一
- 美術 - 林田裕至（日语：林田裕至）
- 視覺特效監製 - 小坂一順
- 剪輯 - 穗垣順之助
- 場記 - 杉本友美
- 發行 - 東寶
- 執行製作 - FINE Entertainment（日语：ファインエンターテイメント）
- 製作幹事 - TBS電視台
- 製作 - 電影《偽戀》製作委員會（TBS電視台、J Storm、東寶、Ten Carat（日语：テンカラット）、每日放送、FINE Entertainment、CBC電視台、RKB每日放送、Aniplex、北海道放送、GYAO（日语：GYAO!）、TC Entertainment（日语：TCエンタテインメント））

## 相關作品

### VOMIC
日本JUMP專門情報番組，於2012年6月放送。之後2012年7月於集英社的VOMIC放映。

### PSV游戏
《伪恋 出嫁！？（ニセコイ ヨメイリ!?）》由科乐美公司（KONAMI）制作，由小說版作者田中創執筆劇情。已于2014年11月27日上市。

## 轶事
其中一名狂热读者，編輯部將其匿名为“千叶县的Y先生（千葉県のYさん）”，十分热爱本作角色橘万里花，多次在作品相关的投票或排行中给予支持。
- 2013年第一次人气排行投票中，Y先生為万里花手写寄投了1500明信片票，超過了萬里花得票數的一半，最终万里花人气排行第4位。[34]
- 2014年1月13日，手游《伪恋:真假物语（ニセコイ マジコレ!?）》上线，首日万里花角色排行上首位，贡献分数最多的玩家是来自于千叶县的山本（YAMAMOTO），被认为是Y先生的支持。[34][35]
- 2014年2月10日第二次人气排行投票中，万里花以4518票人气排行第2位，而且也激发了其他角色的爱好者的大量灌票，导致排行总投票数急剧上升，因此作品编辑部没再公布个人灌票数，以防效仿。另外Y先生也意外登上本次排行榜。[34][36]
- 2015年3月30日的剧情投票中，万里花的剧情支持为1204票，其中Y先生投出超過800票。由于本次投票必须购买《周刊少年JUMP》并寄送内附的投票信件才能参加投票，可推知Y先生为此投入了大量财力。[34][37]
- 2016年10月，萬里花聲優阿澄佳奈在廣播劇朗讀Y先生寄給她的感謝信，感謝她在獲得人氣優勝時為萬里花提出的短篇構想（番外篇「公主大人」）。[38][39]
- 2015年、2016年、2017年3月3日万里花生日时，Y先生寄給作品编辑部送给万里花的生日礼物（花束、月球土地權利書、玻璃鞋附鑰匙、繪本等等）。[34][40]

由于其狂热程度，在作品连载杂志的介绍中广泛流传，最终在本作完结时，万里花表示最后的相亲对象是来自千叶县，被认为是向Y先生致敬。

## 外部連結
- 週刊少年Jump官方網站（《偽戀》) （页面存档备份，存于）（日語）
- 《偽戀》電視動畫公式官網 （页面存档备份，存于）（日語）
- 《偽戀》MBS電視台動畫官網 （页面存档备份，存于）（日語）
- 《偽戀》BS11電視台動畫介紹（日語）
- 《偽戀》TOKYO MX電視台動畫官網 （页面存档备份，存于）（日語）
- 《偽戀》栃木電視台動畫介紹 （页面存档备份，存于）（日語）
- 大陆乐视网伪恋专题页面 （页面存档备份，存于）（简体中文）
- 《偽戀》真人電影版的X（前Twitter）（日語）